# Liste des statues publiques disparues de Paris

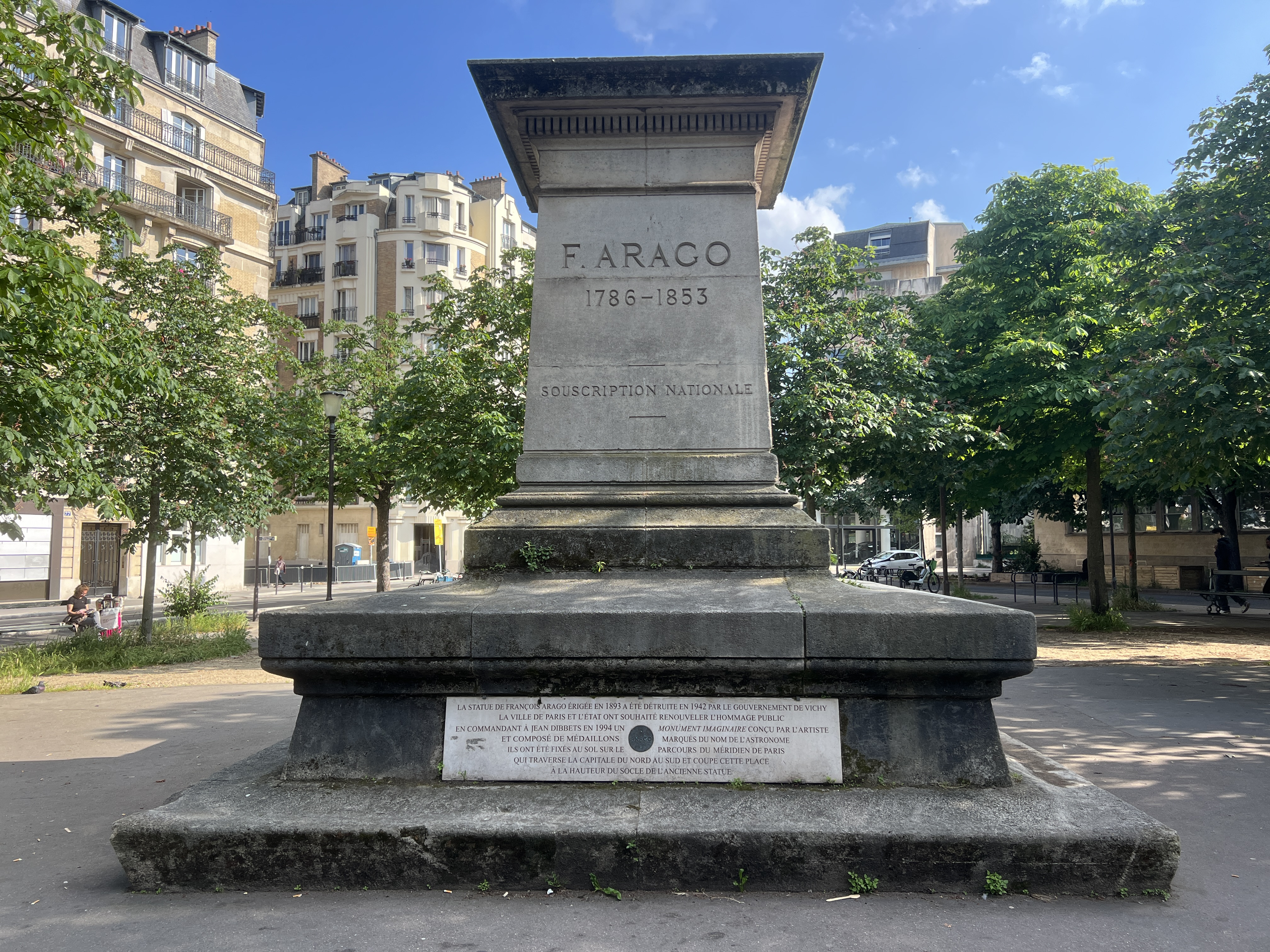
Vestige du Monument à François Arago sur la place de l'Île-de-Sein ; la statue en bronze a été envoyée à la fonte en 1942 sous le régime de Vichy, reste le piédestal en pierre.

Cet article recense les statues installées sur l'espace public à Paris, en France, mais aujourd'hui disparues.

## Généralités
À Paris, les destructions de statues et monuments se concentrent sur deux périodes principales : la Révolution française (fin du XVIIIe siècle) et pendant le régime de Vichy (1940-1944).

### Période révolutionnaire
Lors de la période révolutionnaire, de nombreuses statues anciennes érigées pendant l'Ancien Régime sont abattues. Quelques-unes sont rétablies à la Restauration, après 1815.

### Commune de Paris
L'ancien hôtel de ville était orné de statues en pied représentant les hommes illustres de la capitale. Elles ont pour la plupart été détruites lors de la Commune de Paris en 1871.

### Troisième République
Au cours des premières années de la troisième République et jusqu'à l'orée de la Première Guerre mondiale (1870-1914), une frénésie d'érection de statues et de monument commémoratifs s'empare de la société française. Un grand nombre de souscriptions sont ouvertes pour financer ces réalisations, surtout à Paris. Le bronze est alors le matériau majoritairement utilisé.

### Occupation allemande
Pendant l'occupation allemande, de nombreuses statues sont fondues pour en récupérer le métal, plus rarement dans un but idéologique[réf. nécessaire] (dès leur arrivée à Paris, les troupes allemandes procèdent toutefois à la destruction des monuments à Edith Cavell dans le 1er arrondissement (infirmière britannique fusillée par les Allemands en 1915 pour avoir permis l'évasion de centaines de soldats alliés de la Belgique alors sous occupation allemande pendant la Première Guerre mondiale) et à Charles Mangin dans le 7e (partisan d'une armée africaine au service de la France). À la suite des restrictions, le régime de Vichy lance en juillet 1941 une collecte d'objets métalliques auprès des Français, payant 30 francs le kilo de cuivre ou alliages (bronze, laiton, etc.), 6 francs le kilo de plomb ; la campagne est un échec et les quantités récoltées s'avèrent insuffisantes.
Le 11 octobre 1941, le régime de Vichy passe une loi sur l'enlèvement des statues et monuments publics en alliages cuivreux en vue de leur fonte. Les œuvres concernées sont celles « qui ne présentent pas un intérêt artistique ou historique » ; les statues en fer sont épargnées. Dans chaque département, une commission est chargée du choix des statues à fondre. En pratique, les œuvres visées sont celles qui ne sont pas jugées compatibles avec la Révolution nationale, principalement les figures républicaines. Sont épargnées les représentations de saints, de rois et reines, les monuments aux morts et les monuments funéraires. La fonte concerne tout le territoire métropolitain, les communes étant dédommagées selon le poids des statues sacrifiées. Dans Paris occupé, près d'une centaine de statues subissent ce sort. Elles sont dans un premier temps rassemblées dans un entrepôt du 11e arrondissement avant leur fonte définitive.
Après la Libération, la direction aux Beaux-Arts de la ville de Paris demande à la Direction des Arts et des lettres du ministère de l'Éducation nationale de créer un programme de remplacement des sculptures et monuments détruits pendant la guerre. Mais très peu de ces statues sont remplacées à l'identique, certaines l'étant par des œuvres nouvelles en pierre. Pour d'autres, le piédestal vide reste encore parfois érigé.

## Période révolutionnaire
- Statue équestre d'Henri IV, Jean Bologne et Pietro Tacca : érigée sur le pont Neuf en 1614, elle est abattue le 13 août 1792[8]. Elle est remplacée par une copie réalisée par François-Frédéric Lemot en 1818.
- Statue équestre de Louis XIII, attribuée à Pierre II Biard : installée au centre de la place Royale (actuelle place des Vosges) en 1632, elle est détruite et refondue en août 1792. En 1825, elle est remplacée par une statue en marbre, réalisée par Jean-Pierre Cortot.
- Statue équestre de Louis XIV, François Girardon : installée en 1699 au centre de la place Louis-le-Grand (actuelle place Vendôme), elle est abattue en août 1792[9].
- Statue de Louis XIV en pieds, Martin Desjardins : installée en 1686 au centre de la place des Victoires sur un piédestal imposant, elle est fondue en 1792. Les décorations en bronze sont sauvées et sont exposées dans la cour de Marly au musée du Louvre. Après plusieurs autres monuments, (?)
- Statue du général Desaix, Claude Dejoux : remplace en 1810 la statue de Louis XIV sur la place des Victoires. Le général étant représenté nu, elle est jugée indécente, refondue en 1817. Son bronze est réutilisé pour réaliser la statue d'Henri IV au pont Neuf. La place reçoit en 1822 une statue équestre de Louis XIV, réalisée par François Joseph Bosio.
- La fontaine de la Régénération.

## Avant la Seconde Guerre mondiale
- Monument au prince Eugène-Napoléon (Eugène de Beauharnais) : érigé face à la mairie du 11e arrondissement. La défaite de 1870 fait enlever cette statue, remplacée en octobre de cette même année par une réplique du Voltaire assis de Jean-Antoine Houdon[10]. La place change aussi de nom, rebaptisée « place Voltaire ». Par la suite la statue de Voltaire disparaît, remplacée par celle, en pied, de Ledru-Rollin par Léopold Steiner, élevée en 1885 sur le même piédestal.
- Paris : 14-18, Albert Bartholomé : érigé en 1921 sur la place du Carrousel. Retiré en 1933. Actuellement dans le dépôt du Bois de Vincennes, très abîmé.
- Lors de l'incendie de l'Hôtel de Ville de Paris en 1871 pendant la Commune de Paris, les statues le décorant ont été détruites. Elles ont été ensuite refaites par d'autres sculpteurs, voir Liste des statues des façades de l'hôtel de ville de Paris.

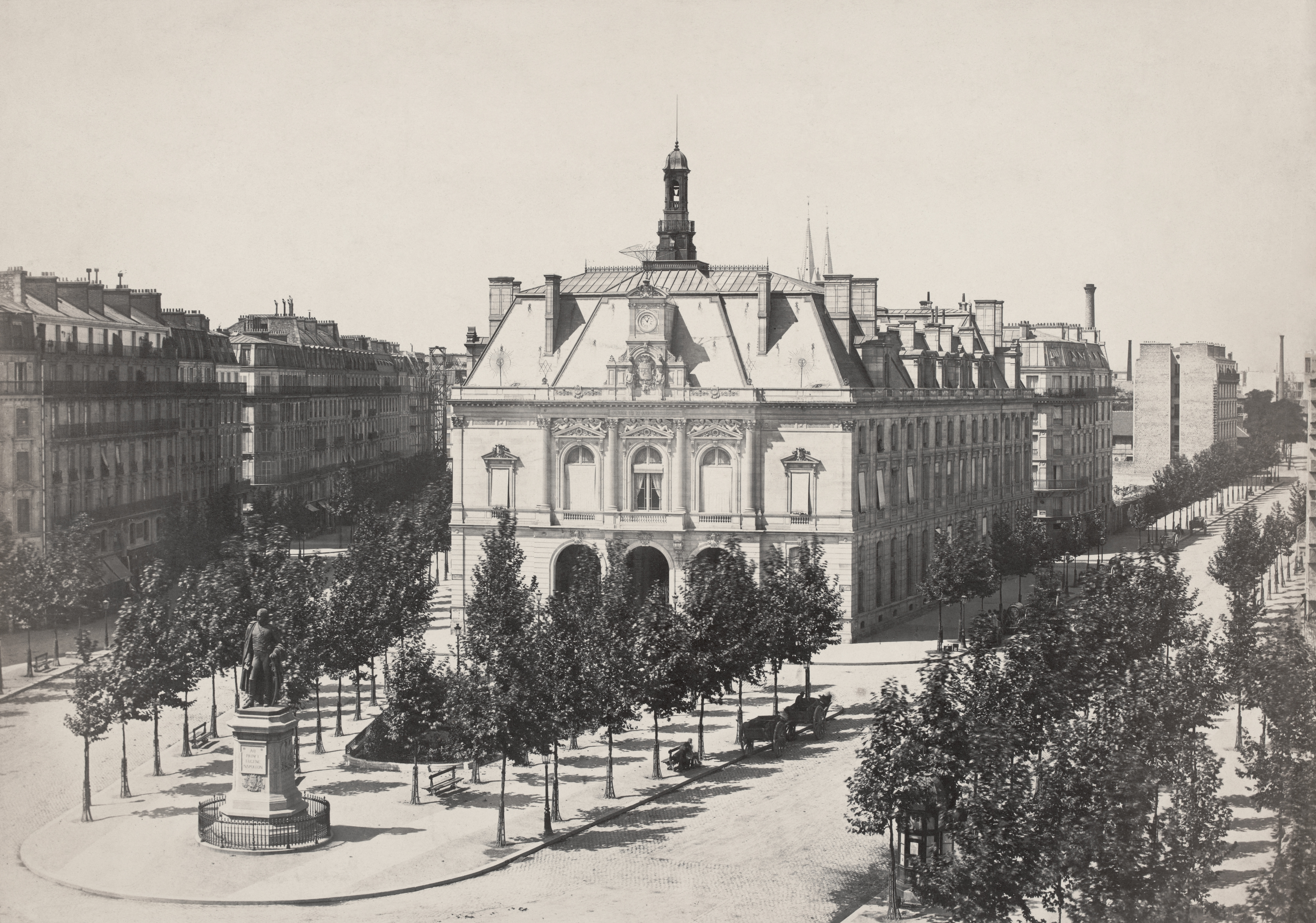
Monument au prince Eugène Napoléon devant la mairie du 11e arrondissement.
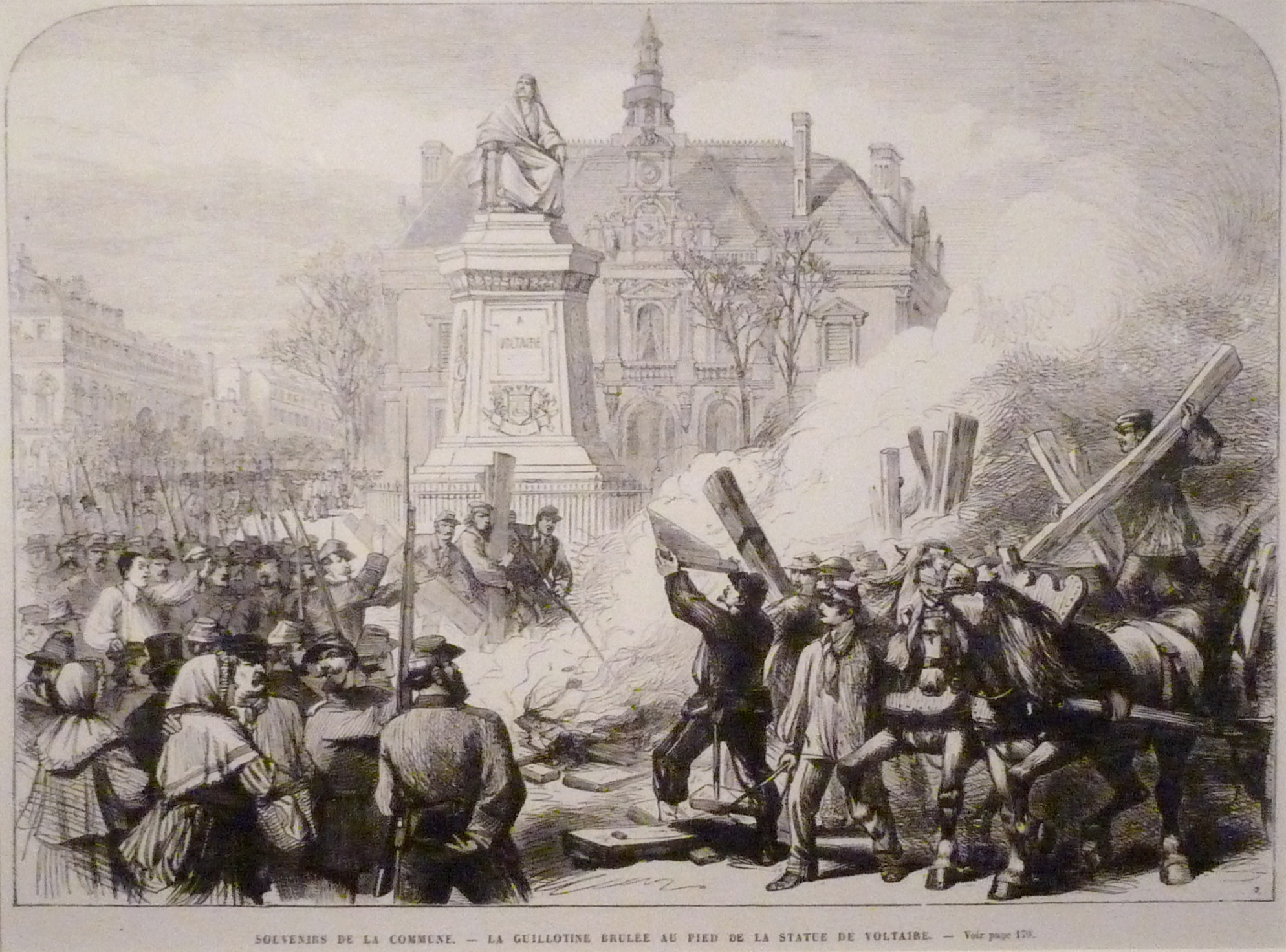
Gravure de juillet 1871 représentant la guillotine brûlée aux pieds de la statue de Voltaire par des parisiens et des communards le 6 avril[11].

## Seconde Guerre mondiale

### 1erarrondissement
Dans le 1er arrondissement :
- Lionne et lionceaux, Auguste Cain : carrefour rue Croix-des-Petits-Champs et rue du Bouloi ;
- Le Faucheur, Félix-Alexandre Desruelles : place des Deux-Écus ;
- Monument à Edith Cavell, Gabriel Pech (1920) : bas-relief adossé au mur oriental du Jeu de Paume dans le jardin des Tuileries. Offert à la Ville de Paris par le journal Le Matin et inauguré le 12 juin 1920, il est détruit le 14 juin 1940 par les troupes allemandes dès leur entrée dans Paris[12] ;
- Monument à Camille Desmoulins[13], Eugène-Jean Boverie : dans le jardin du Palais-Royal. Détruit en 1942.
- Monument à Léon Gambetta, Jean-Paul Aubé (1888) : monument érigé sur la place du Carrousel. Les éléments en bronze (groupe sommital et personnages du piédestal) sont envoyés à la fonte en 1942 et le monument est démantelé en 1954. Le groupe en pierre représentant Gambetta est remonté en 1982 dans le square Édouard-Vaillant, dans le 20e arrondissement.
- Monument à Auguste Raffet, Emmanuel Frémiet : érigé dans les jardins du palais du Louvre. Les éléments en bronze sont fondus durant l'occupation, les éléments en pierre ont disparu ;
- Monument à Pierre Waldeck-Rousseau[14], Laurent Marqueste : financé grâce à une  souscription nationale, le monument est inauguré le 6 juillet 1910 dans le jardin des Tuileries près du grand bassin octogonal. Il comporte une allégorie ailée en bronze qui est enlevée et fondue en 1941. Le reste du monument en marbre, personnages et buste de Waldeck Rousseau, est toujours en place.
- Monument en hommage à François Boucher, Jean-Paul Aubé, groupe en marbre, 1888. Placé de 1894 à 1960 dans le jardin de l'Infante (Tuileries). Aujourd'hui au musée d'Orsay[15].

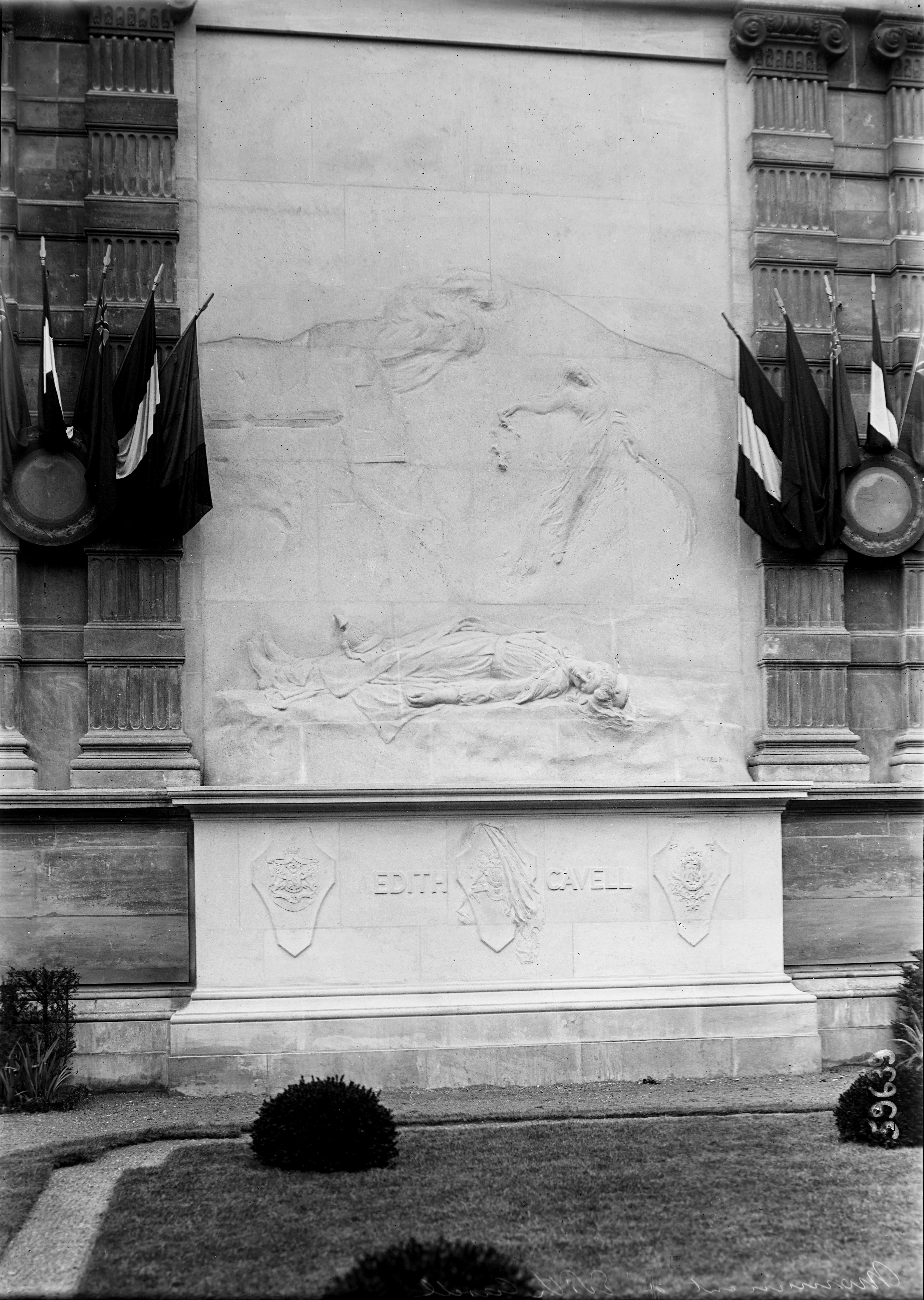
Gabriel Pech, Monument à Edith Cavell adossé au mur oriental du Jeu de Paume dans le jardin des Tuileries.
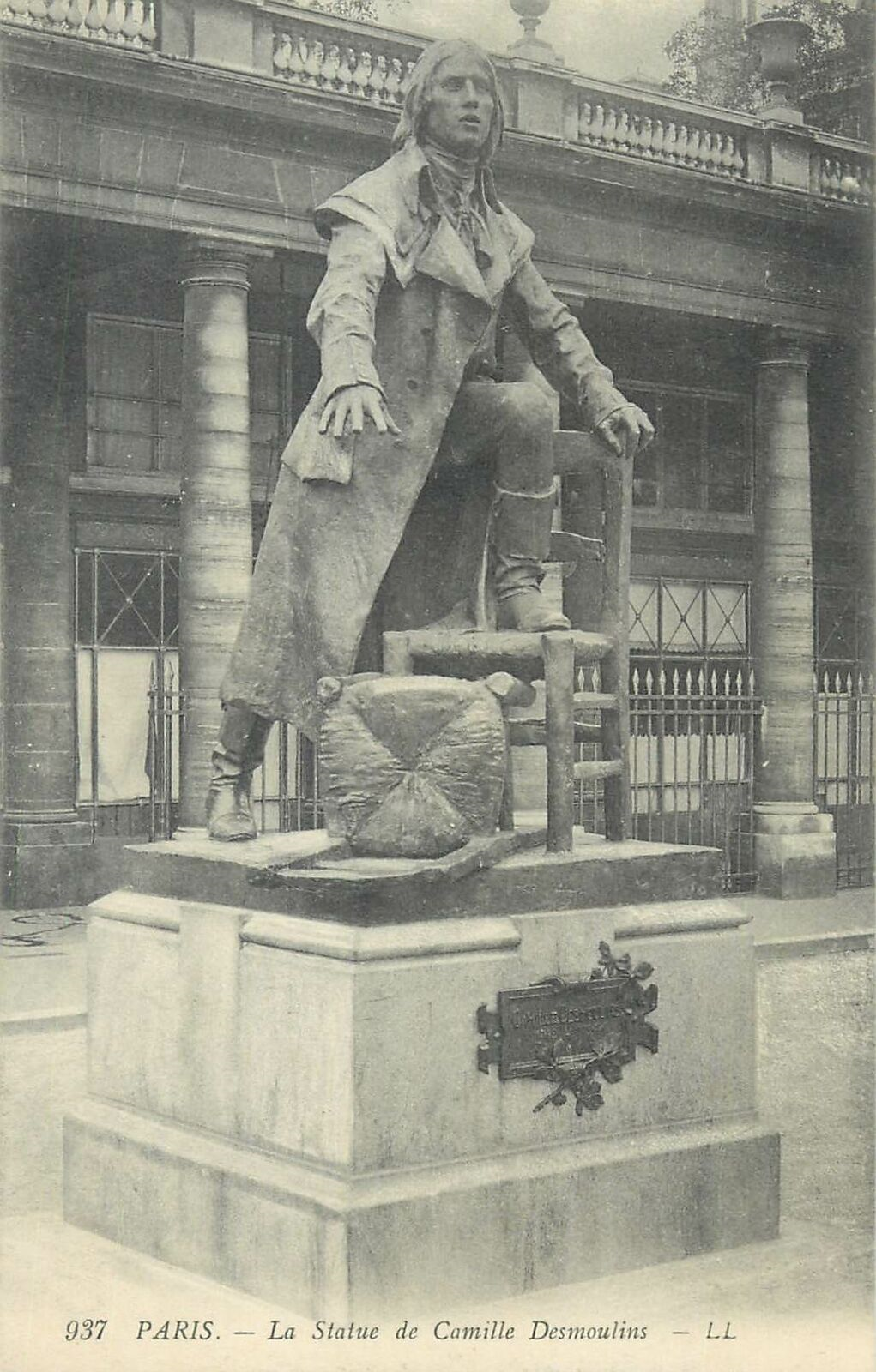
Eugène-Jean Boverie, Monument à Camille Desmoulins, jardin du Palais-Royal.
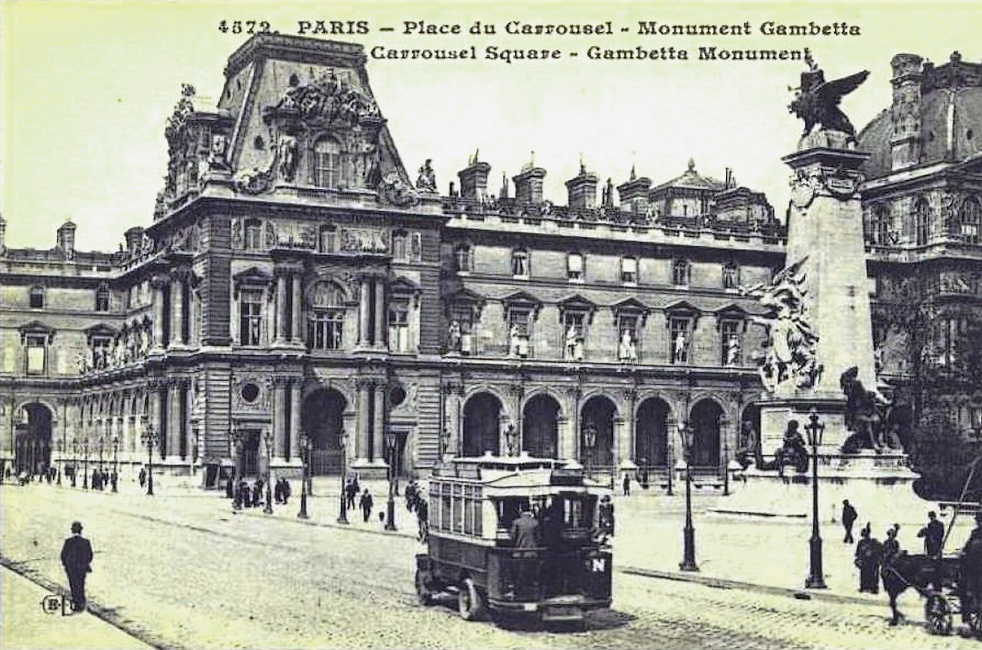
Jean-Paul Aubé, Monument à Gambetta sur la place du Carrousel devant le palais du Louvre ; carte postale éditée vers 1910.
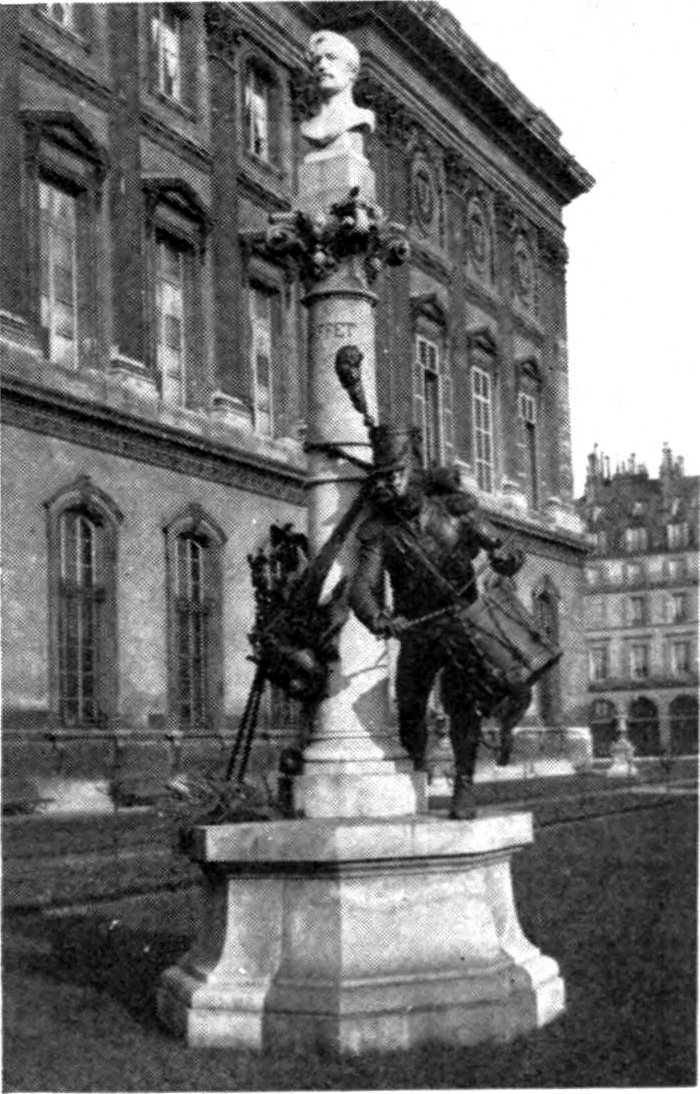
Emmanuel Frémiet, Monument à Auguste Raffet, jardins du palais du Louvre.

### 2earrondissement
Dans le 2e arrondissement : 
Aucune statue n'est répertoriée.

### 3earrondissement
Dans le 3e arrondissement :
- Le Harponneur (Félix Richard) : Square du Temple – Elie-Wiesel
- Cet âge est sans pitié (Alexandre Schoenewerk) : square du temple
- Victoire (Gustave Crauk) : square des Arts-et-Métiers
- Buste d'Émile Chautemps (Paul Landowski) : square des Arts-et-Métiers
- Vingt-huit vases et vingt candélabres (bec de gaz) : square des Arts-et-Métiers
- Monument à Pierre-Jean de Béranger, Amédée Doublemard (1880)[16] : élevé en l'honneur du chansonnier Pierre-Jean de Béranger dans le square du Temple par une souscription organisée par le journal La Chanson, la statue est détruite en 1942. Officiellement, elle est fondue avec d'autres statues pour en récupérer les matériaux. En fait, cette fonte alimente en bronze d'art l'atelier du sculpteur allemand Arno Breker, qui en a besoin pour son grand monument à la victoire du Troisième Reich. Ce monument nazi inachevé est détruit par l'Armée rouge à son arrivée à l'atelier d'Arno Breker en 1945. Une nouvelle statue en pierre de Béranger, due à Henri Lagriffoul et installée en 1953, la remplace.
- Statue de Diogène[17], Eugène Marioton : érigée sur le square du Temple, fondue en 1942.
- Statue de la Vierge : au croisement de la rue de Turenne et de la rue Villehardouin.

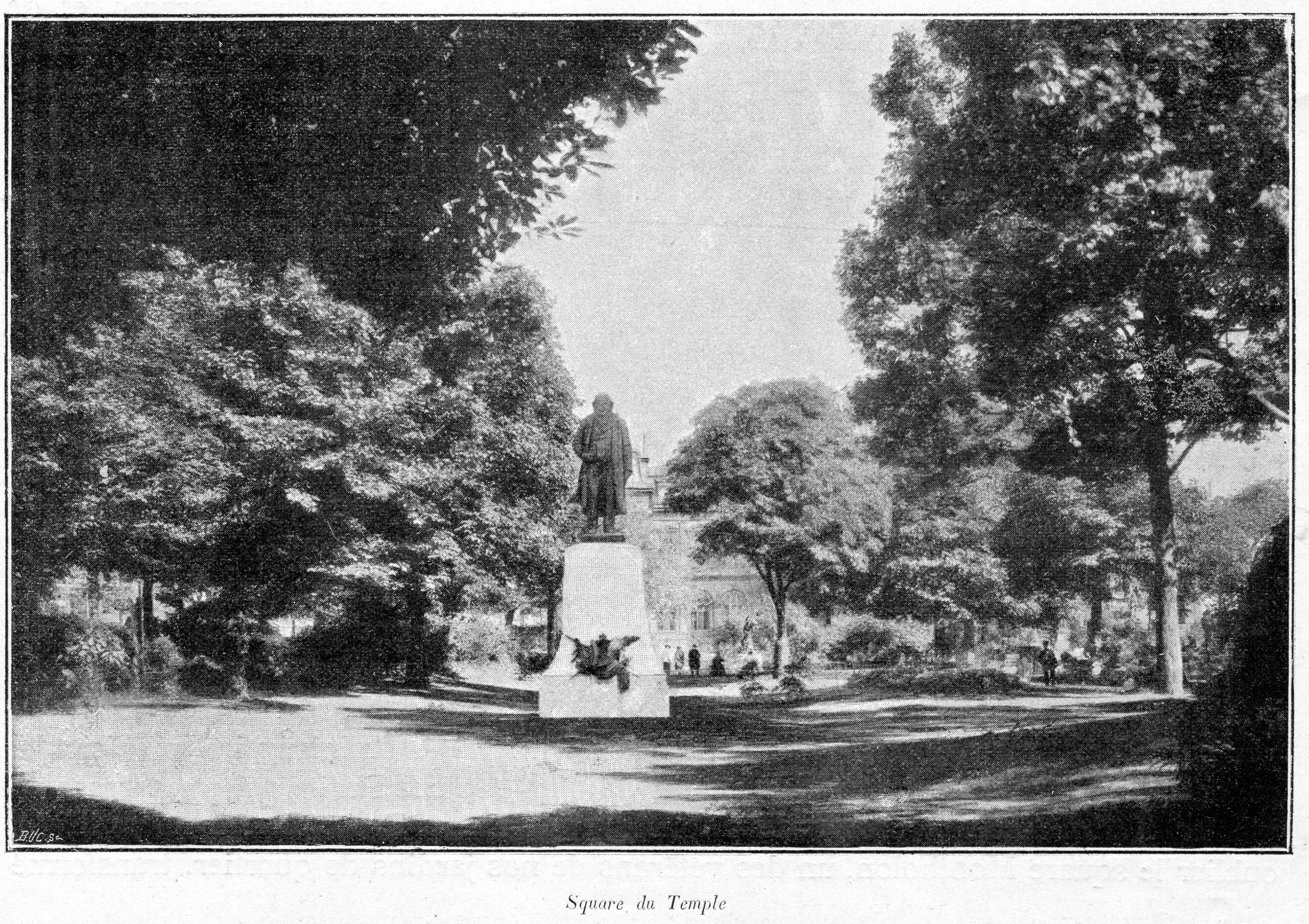
Square du Temple avec Statue de Pierre-Jean de Béranger par Amédée Doublemard, photo Clément Maurice, 1897.
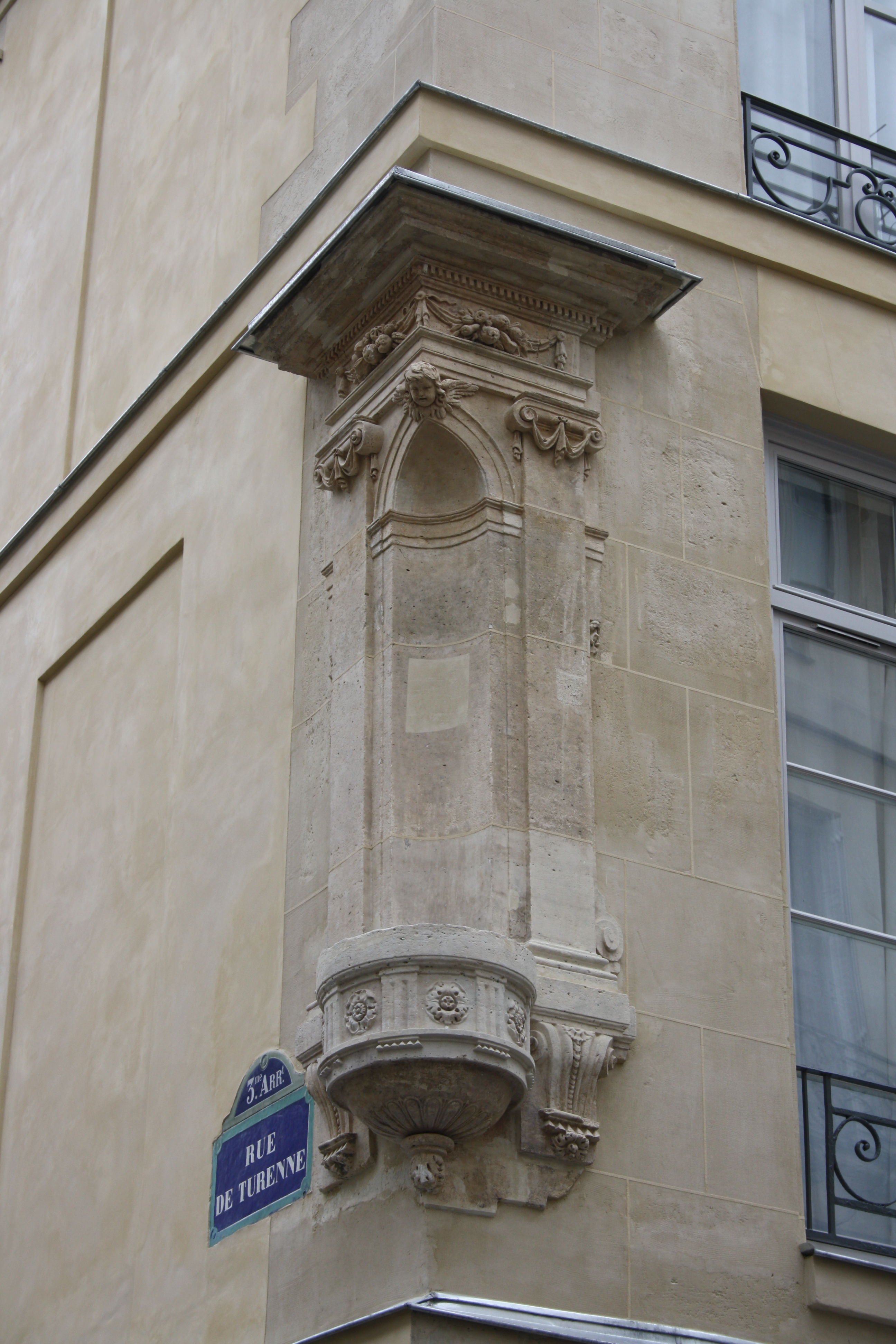
Emplacement d'une statue de la Vierge Marie.

### 4earrondissement
Dans le 4e arrondissement :
- La Porteuse de pain (Jules Coutan) : square de la Tour-Saint-Jacques
- Ricochet (Charles Vital-Cornu) : square de la Tour Saint Jacques
- Cyparisse (Henri Honoré Plé) : square de la Tour Saint Jacques
- Guerrier reforgeant son épée (1883, Ernest-Eugène Chrétien) : square Henri-Galli (1883-1925 : square de l'Alma)[18],[19].
- Monument à Théophraste Renaudot[20], Alfred Boucher) : inauguré le 3 juin 1893, rue de Lutèce. Fondu en 1942.
- Thésée combattant le centaure Biénor et Lion, Antoine-Louis Barye : disposés sur le Monument à Barye, dans le square Barye sur l'île Saint-Louis, fondus durant l'occupation allemande. Seuls subsistent alors le piédestal et les deux groupes en pierre. Le 6 mai 2011, après le ravalement du monument, une copie du groupe sommital est réinstallée[21], puis dans les années suivantes (avant 2017) le Lion est lui aussi restitué.

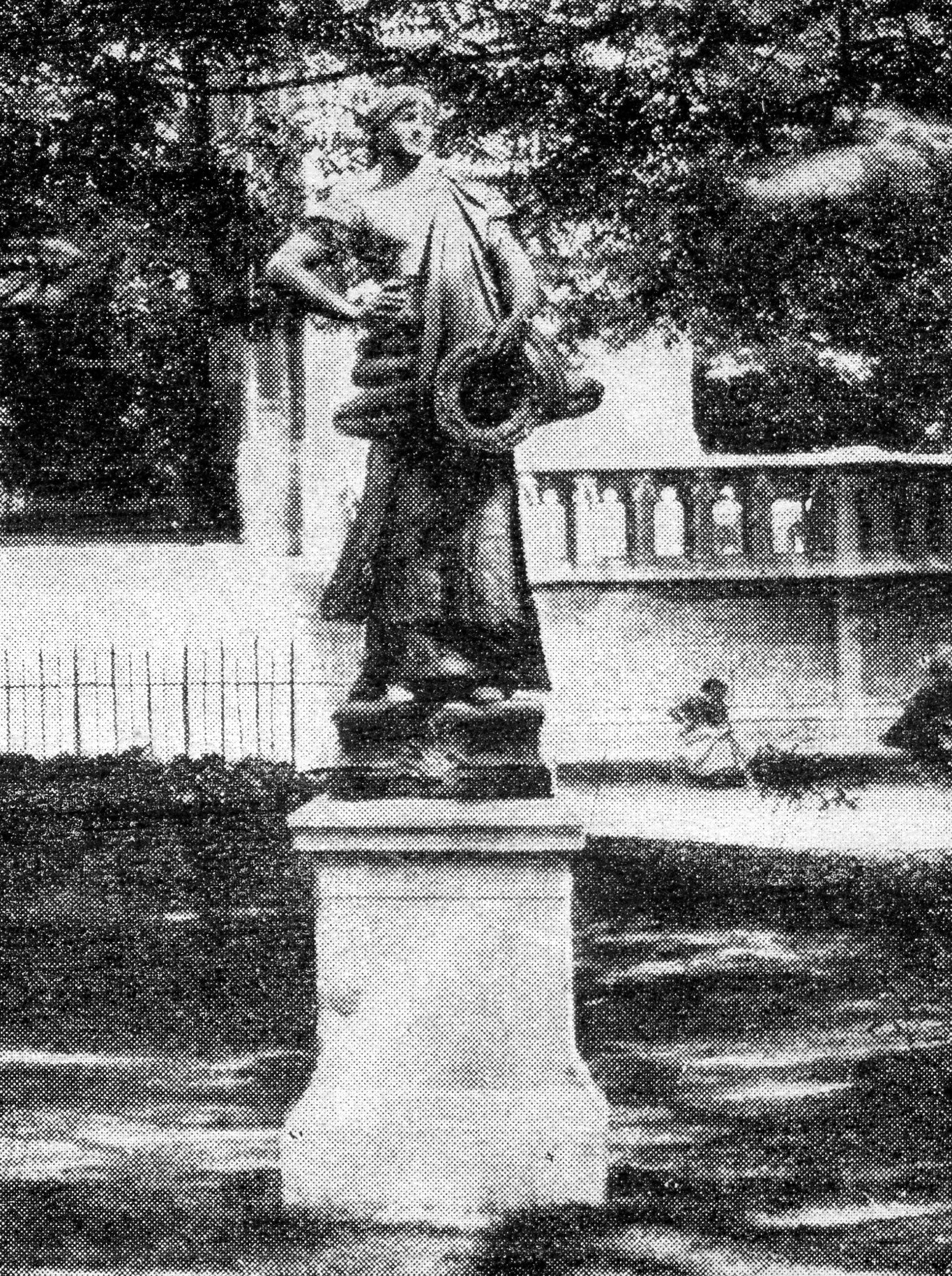
La porteuse de pain par Jules Coutan, photo Clément Maurice, 1897.
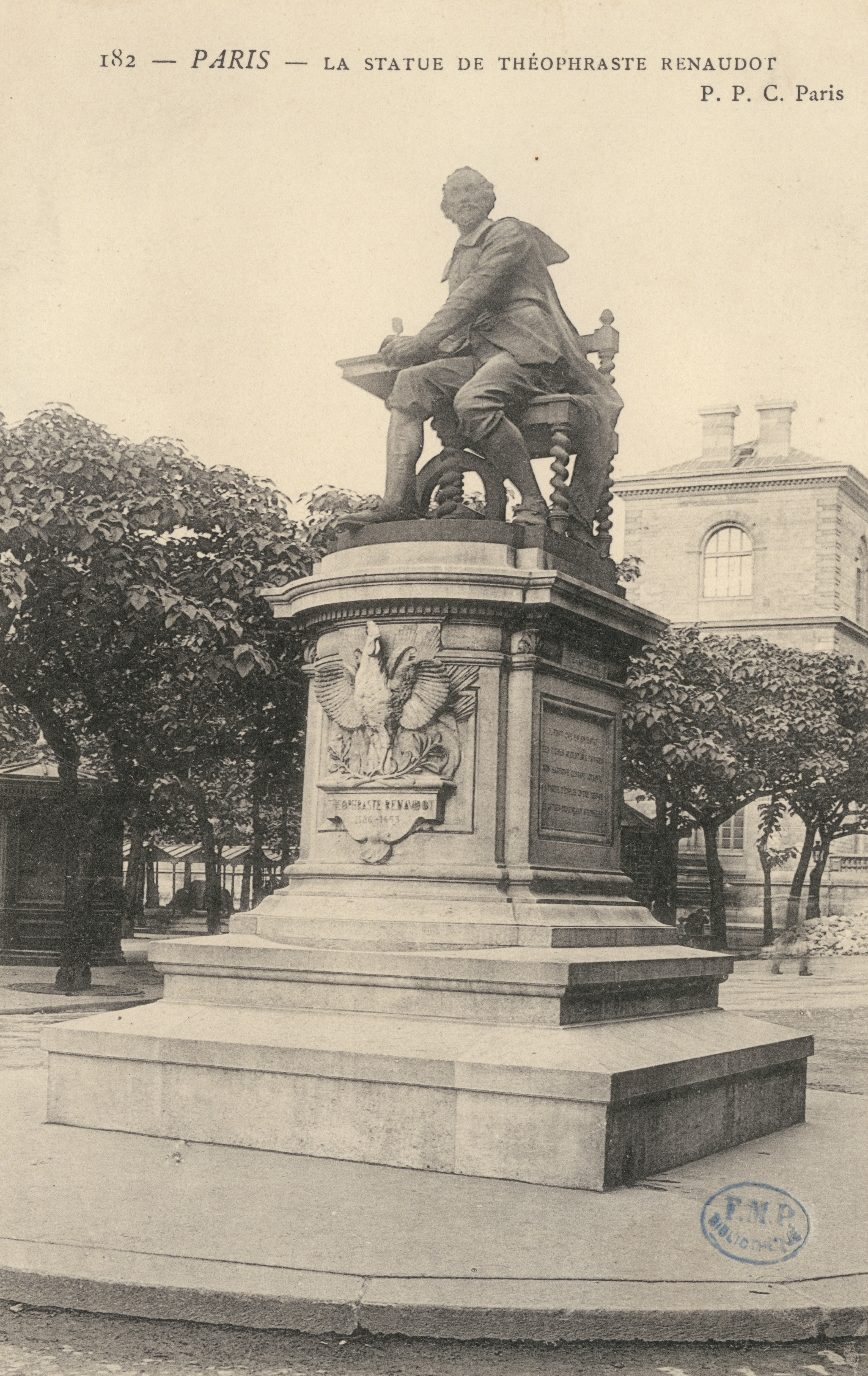
Statue de Théophraste Renaudot par Alfred Boucher.
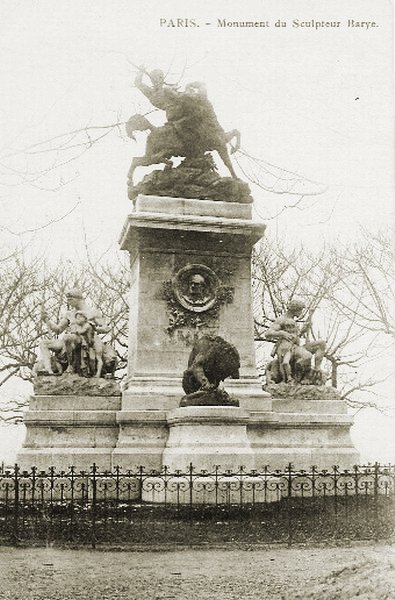
Monument à Barye, dans le square Barye.

### 5earrondissement
Dans le 5e arrondissement :
- Monument à Jules Péan (Henri Gauquié) : Boulevard de Port-Royal
- Monument à François Villon (Jean-François Etcheto) : square Monge. La statue est déboulonnée en 1942 et expédiée pour être fondue. Une statue de remplacement en pierre très différente, réalisé par René Collamarini est installée en 1947. Elle est retrouvée[Où ?] en 1950, offerte à Champigny-sur-Marne et érigée à l'intersection de l'avenue de la République, de la rue de la Côte-d'or et de la rue Élisée-Reclus. Également appelée Le troubadour.
- Monument à Claude Bernard, Eugène Guillaume (1886) : place Marcelin-Berthelot devant le Collège de France, réquisitionné et fondu par l'occupant en 1942, remplacé par une statue en pierre réalisée par Raymond Couvègnes en 1947[22].
- Monument à Marcellin Berthelot, sculpteur non déterminé. Peu après sa mort, en 1907, un comité se crée et lance une souscription internationale pour la construction d'un monument imposant. Ce dernier est érigé près du Collège de France (aujourd'hui square Auguste-Mariette-Pacha). Les éléments de bronze sont fondus durant l'Occupation, mais le buste de Berthelot est sauvé et se trouve dans les jardins du Collège de France[23].
- Monument à Louis Blanc[24], Léon-Alexandre Delhomme : installé place Monge et fondu en 1942.
- Statue de Pierre Corneille, Henri Allouard : inaugurée le 27 mai 1906 sur la place du Panthéon, faisant pendant à celle de Jean-Jacques Rousseau. Elle est fondue sous l'Occupation et remplacée par une statue en pierre du sculpteur Georges Rispail en 1952.
- Monument à Étienne Dolet[25], Ernest Guilbert : inauguré par Émile Chautemps le 19 mai 1889 sur la place Maubert, le piédestal est orné de bas-reliefs en bronze. Le monument est enlevé puis fondu en 1942 et n'est pas remplacé malgré certaines tentatives après guerre[26].
- Monument à Gabriel de Mortillet[27], Alfred La Penne : inauguré le 26 octobre 1905[28] dans les arènes de Lutèce. Le buste en bronze est fondu durant l'Occupation, reste la colonne et le personnage en pierre.
- Monument aux pharmaciens et chimistes Pierre Joseph Pelletier et Joseph Bienaimé Caventou, Édouard Lormier : produit d'une souscription internationale lancée en 1897 par la Société de pharmacie de Paris pour honorer les découvreurs de la quinine, le monument est inauguré le 7 août 1900. Il se situe alors sur le boulevard Saint-Michel[29]. De nos jours, un nouveau monument leur est consacré sur la place Louis-Marin, sous la forme d'une fontaine surmontée d'une femme nue couchée due au sculpteur Pierre Poncon.
- Monument à Jean-Jacques Rousseau, Paul Berthet : sur la place du Panthéon, inauguré en février 1889 en ouverture des célébrations du premier centenaire de la Révolution française. Fondu sous l'Occupation, il est remplacé en 1952, sur le même piédestal, par une statue en pierre due à André Bizette-Lindet.
- Statue de Voltaire assis, copie en bronze[30] du marbre de Jean-Antoine Houdon qui se trouve au musée de l'Ermitage : installée dans le square Monge, fondue en 1942. Une autre copie en bronze se trouve à la Comédie-Française.
- La Fenaison dans le square Saint-Médard, fondue en 1942.

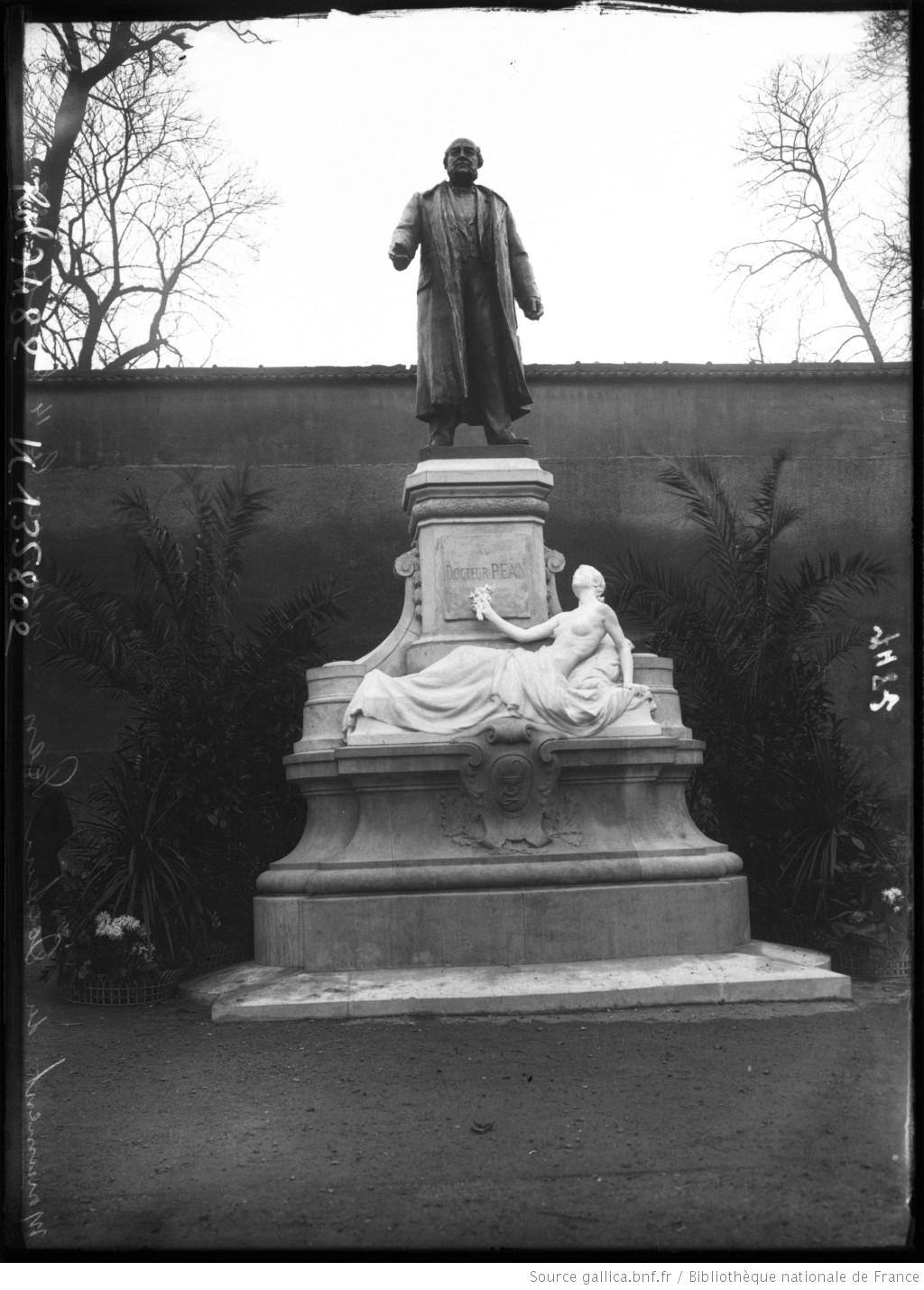
Statue de Jules Péan par Henri Gauquié.
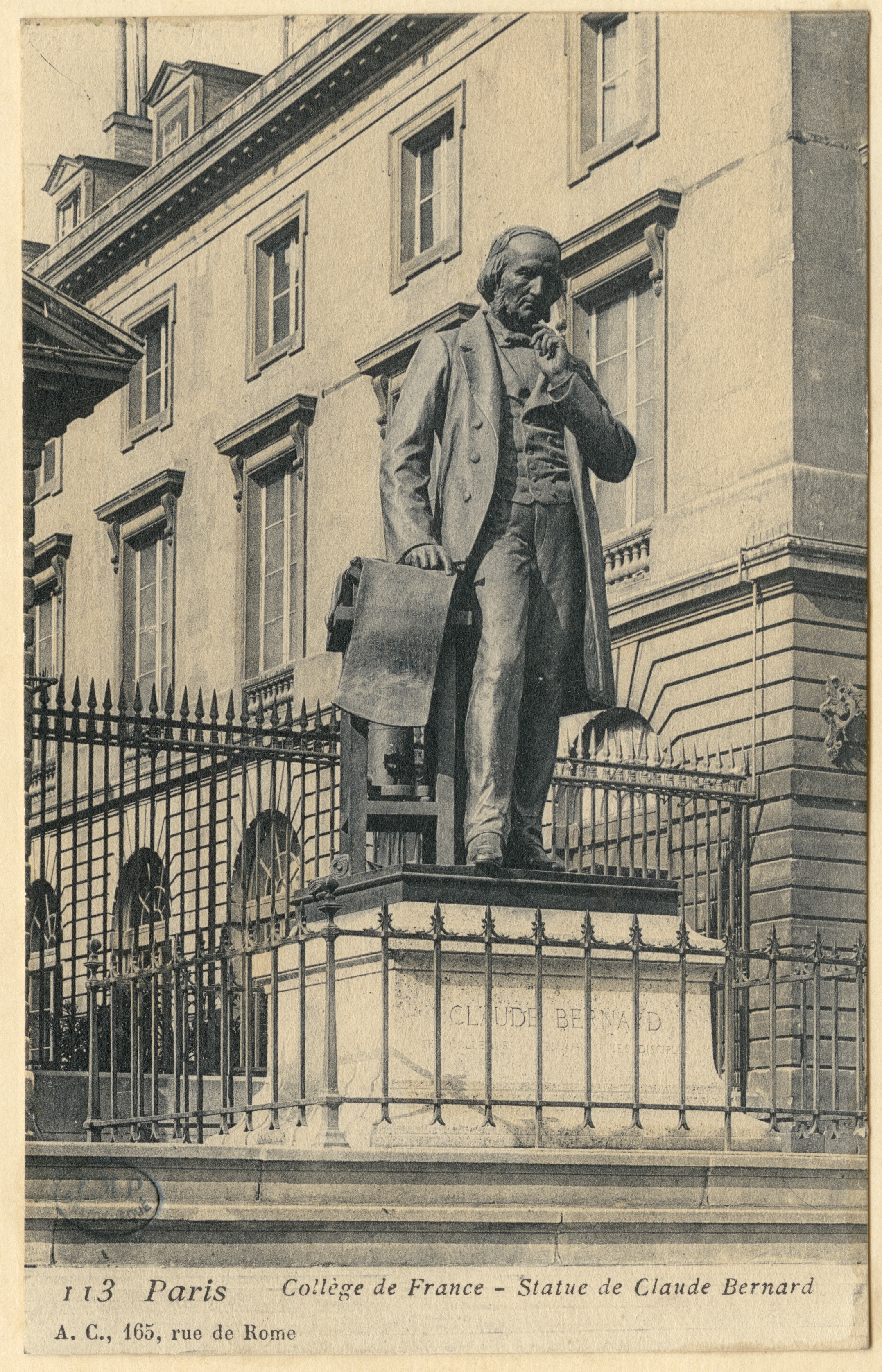
Statue de Claude Bernard par Eugène Guillaume.
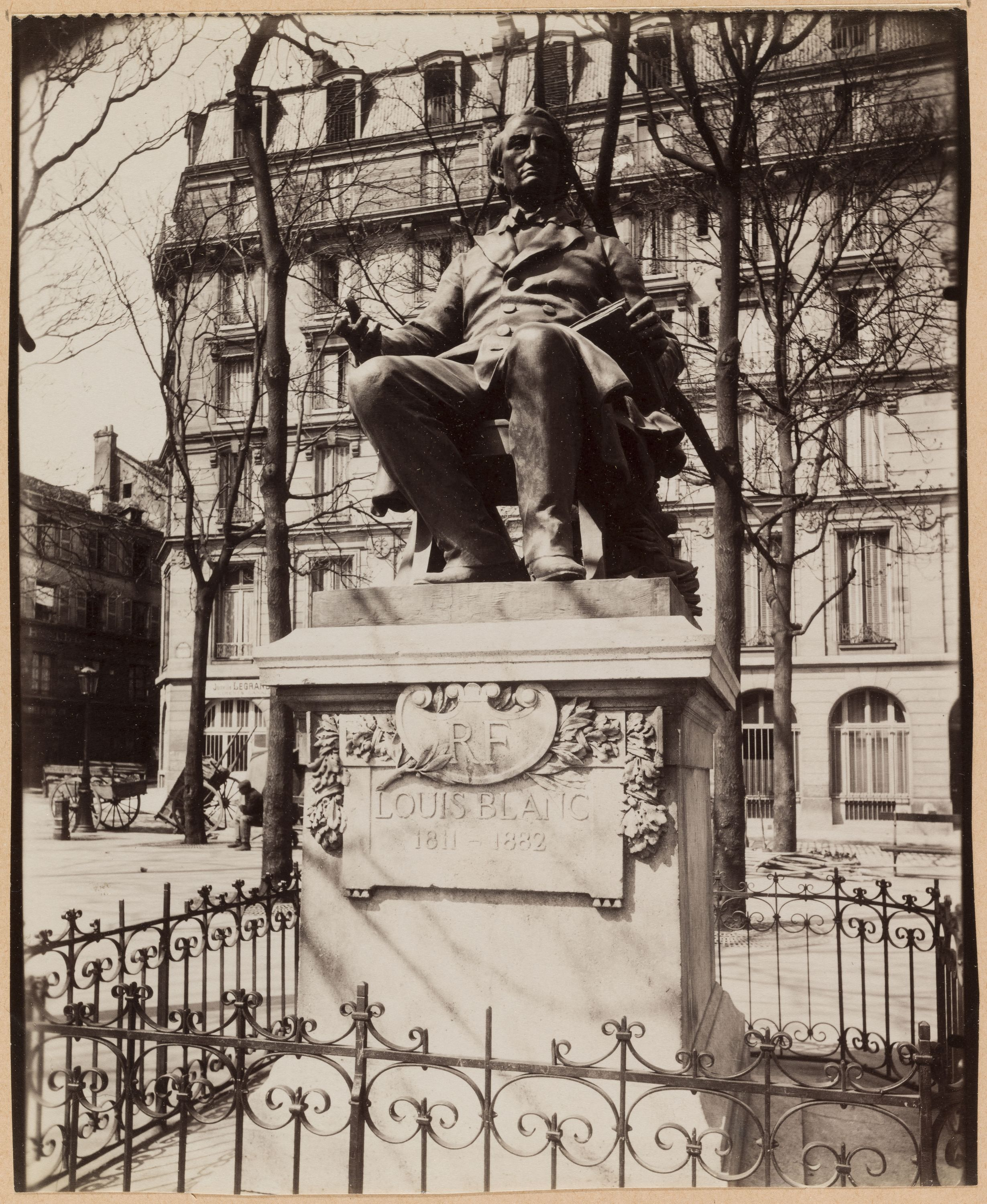
Statue de Louis Blanc par Léon-Alexandre Delhomme.
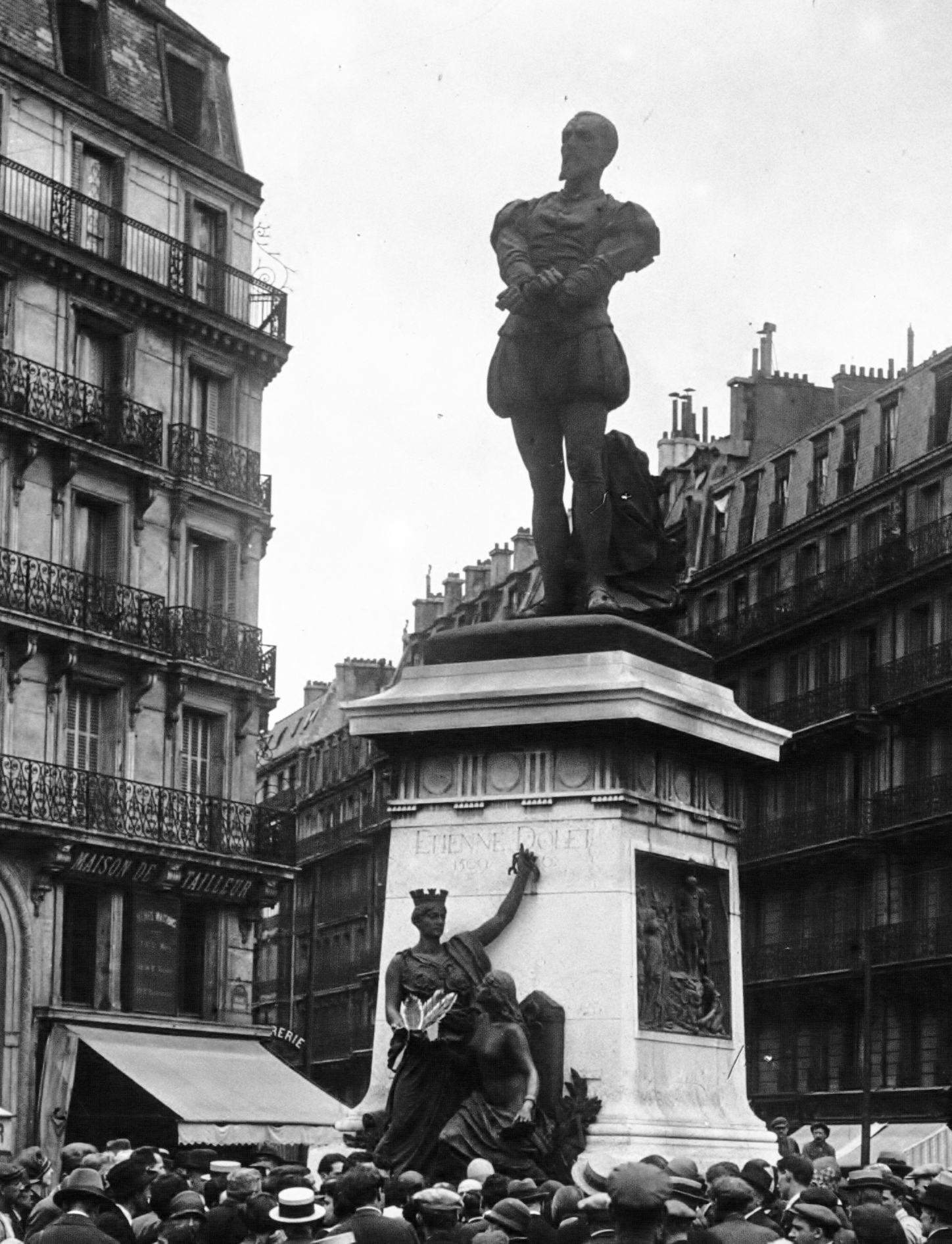
Statue d'Étienne Dolet sur la place Maubert ; photographie d'Eugène Atget prise en 1899.
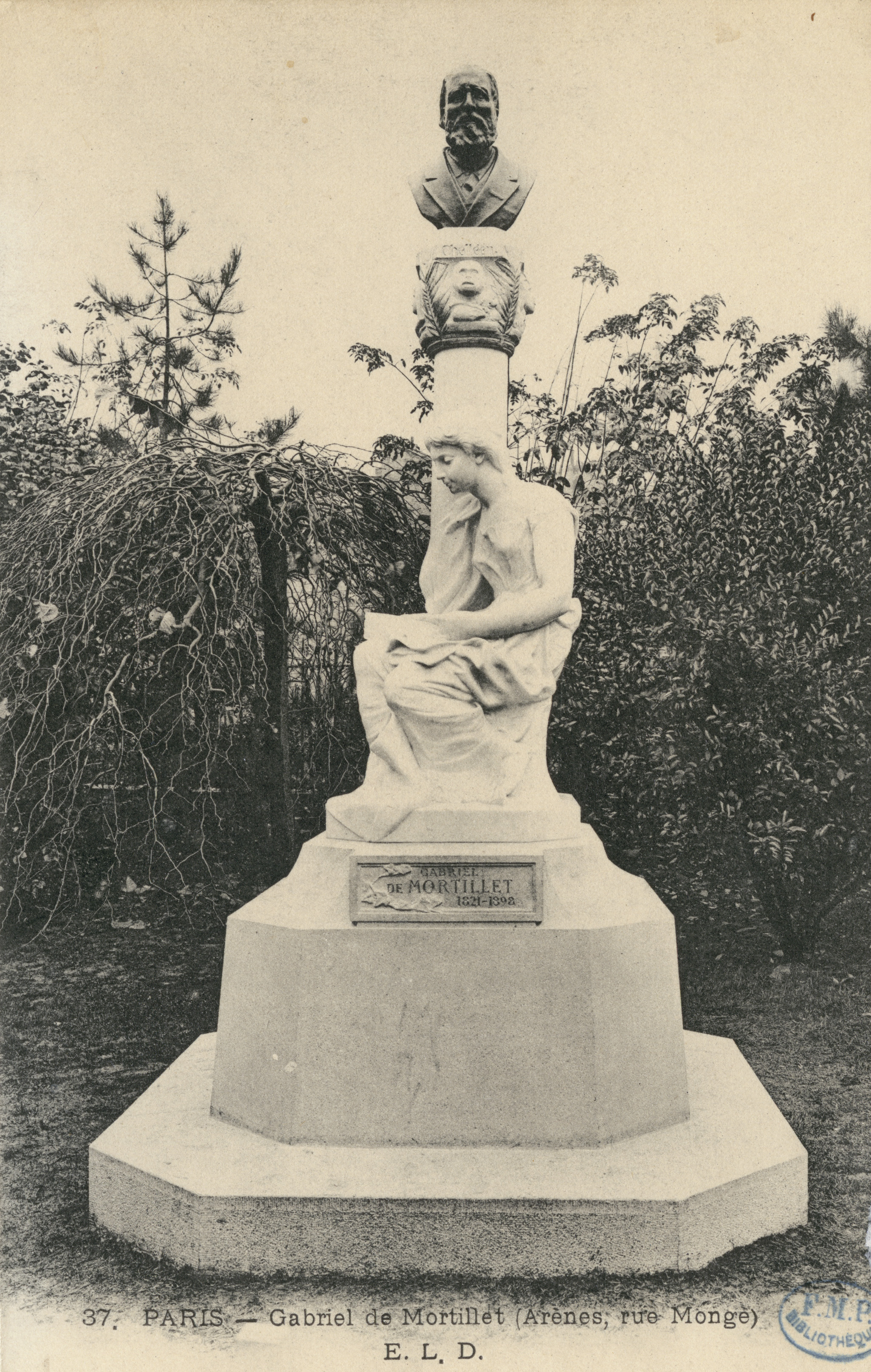
Monument à Gabriel de Mortillet par Alfred La Penne.
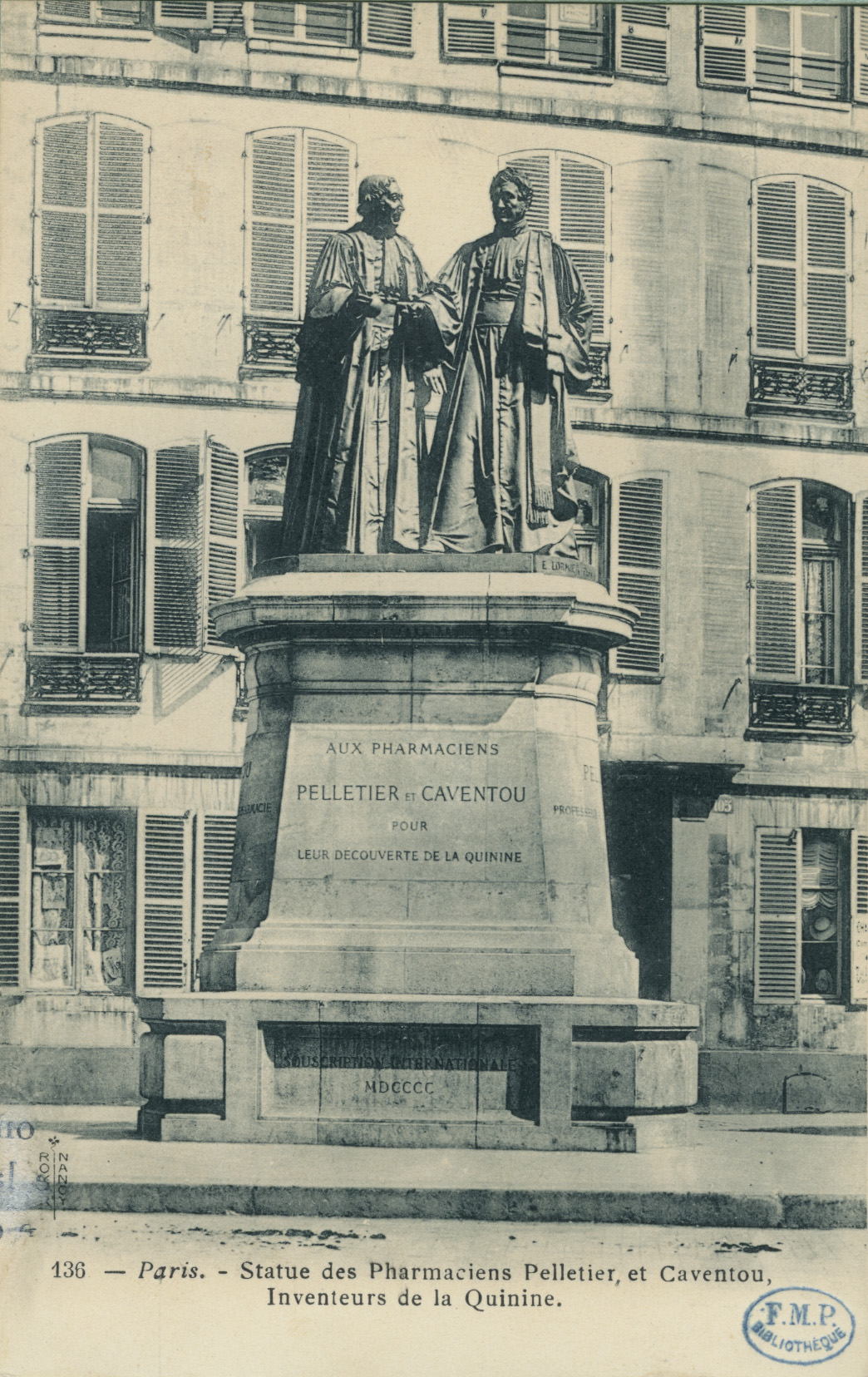
Monument à Pierre Joseph Pelletier et Joseph Bienaimé Caventou par Édouard Lormier.
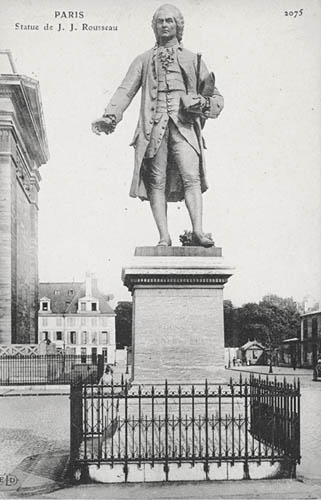
Statue de Jean-Jacques Rousseau par Paul Berthet.
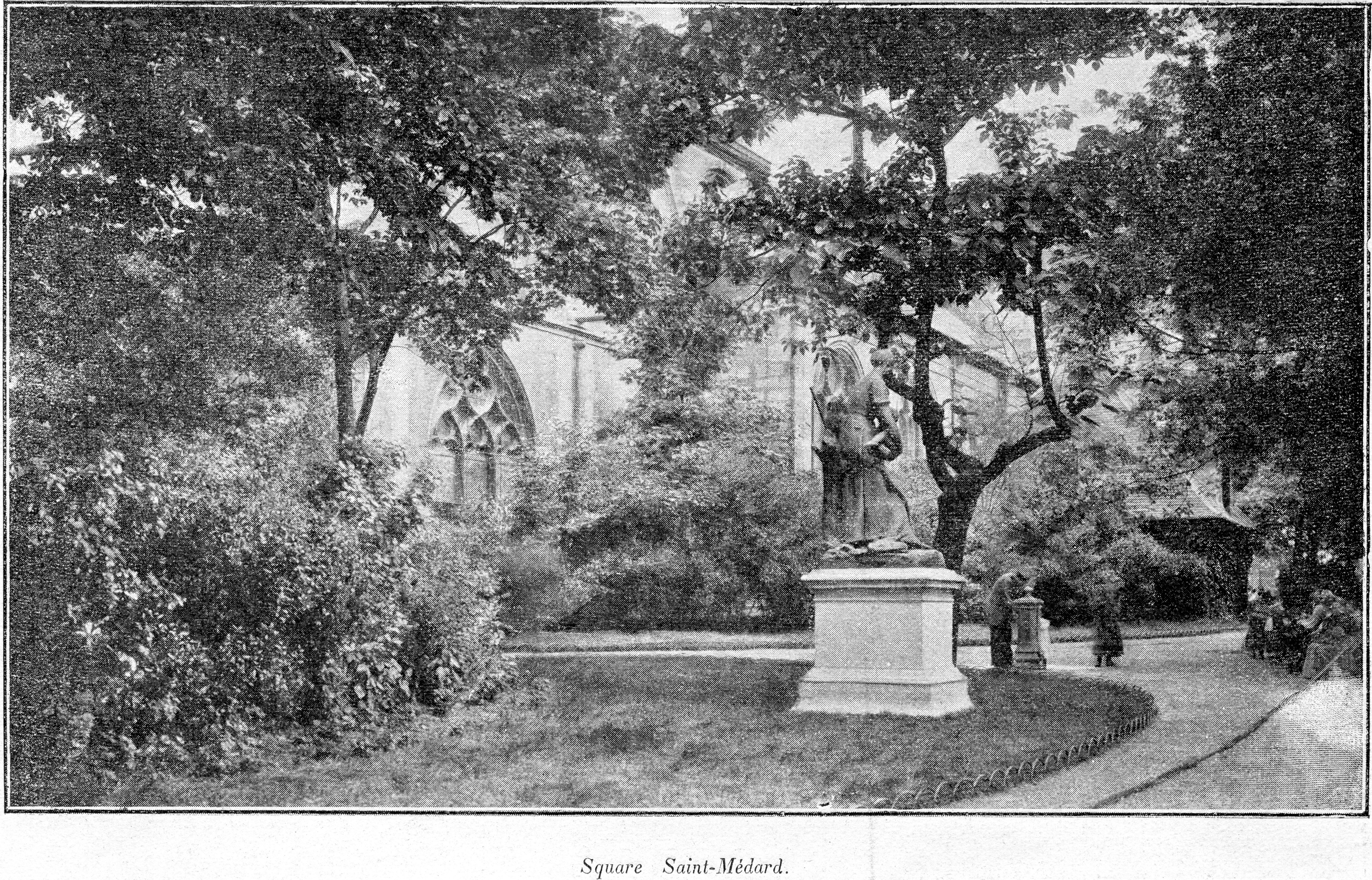
La Fenaison dans le square Saint-Médard, photo Clément Maurice, 1897.

### 6earrondissement
Dans le 6e arrondissement :
- Statue de Flore, sur le boulevard Saint-Germain, en face du café à qui elle a donné son nom (détruite ou déplacée au début du XXe siècle ?).
- Jean-Sylvain de Bailly, statue par Jean-Paul Aubé : jardin du Luxembourg
- Monument à Léon Cladel, par son fils Saül-Alpinien Cladel, jardin du Luxembourg, inauguré le 21 mai 1927 et fondu en 1942[31].
- Au But, groupe en bronze d'Alfred Boucher, salon de 1886, jardin du Luxembourg. Disparue durant l'occupation[32].
- La Saga (Jean-Désiré Ringel d'Illzach) : jardin du Luxembourg
- Monument à Émile Augier[33], comportant deux comédiennes et le buste de l'auteur dramatique, dus à Louis-Ernest Barrias : inauguré en 1895 sur la place de l'Odéon. Un monument semblable, dû à la duchesse d'Uzès, mais où Augier figure en pied, est inauguré en 1897 à Valence, sa ville natale. Les deux monuments subiront un sort identique : leurs statues sont fondues durant l'Occupation et les monuments détruits.
- Monument à Paul Broca, Paul-François Choppin : érigé en 1887 sur le boulevard Saint-Germain au niveau de la place Henri-Mondor, ancienne place Broca. Fondu en 1942[34],[35].
- Monument à Nicolas de Condorcet[36], Jacques Perrin (1894) : installé sur le quai de Conti, la statue est détruite en 1941, mais une deuxième fonte est réalisée avec le même moule et la statue est ré-installée sur son piédestal en 1991.
- Statue de Voltaire, Joseph-Michel Caillé : inaugurée le 14 juillet 1885 sur le quai Malaquais, fondue en 1941. Après guerre, l'État français commande au sculpteur Léon Drivier une statue en pierre de Voltaire qui doit être replacée sur le piédestal vide. Mais différents avis et des circonstances peu propices retardent son installation, si bien que la statue est reléguée non loin de là dans le square Honoré-Champion en 1962[37], d'où elle a disparu en 2020, apparemment pour être rénovée[38].

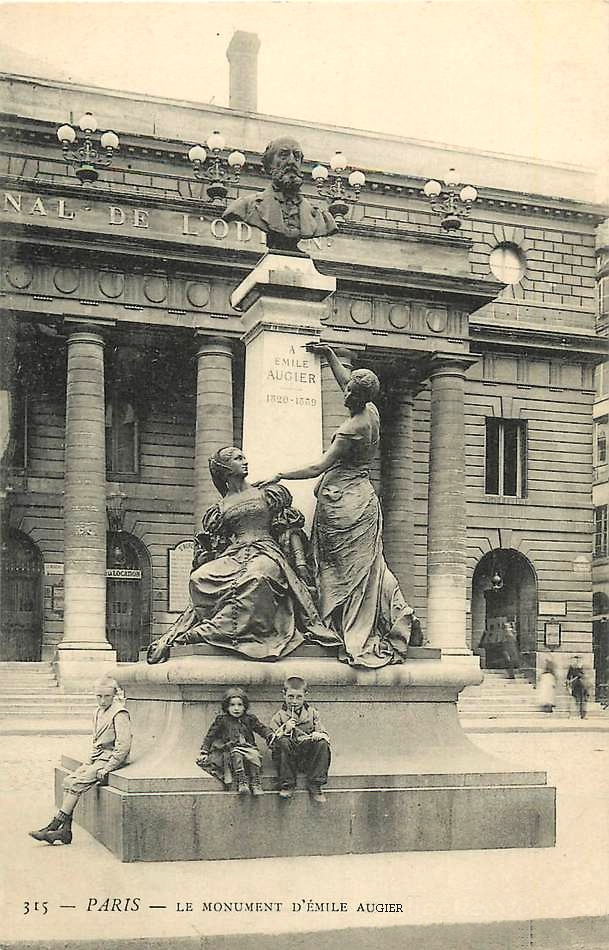
Monument à Émile Augier par Louis-Ernest Barrias.
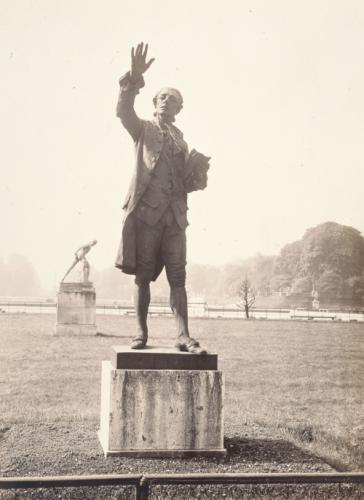
Statue de Jean Sylvain Bailly par Jean-Paul Aubé.
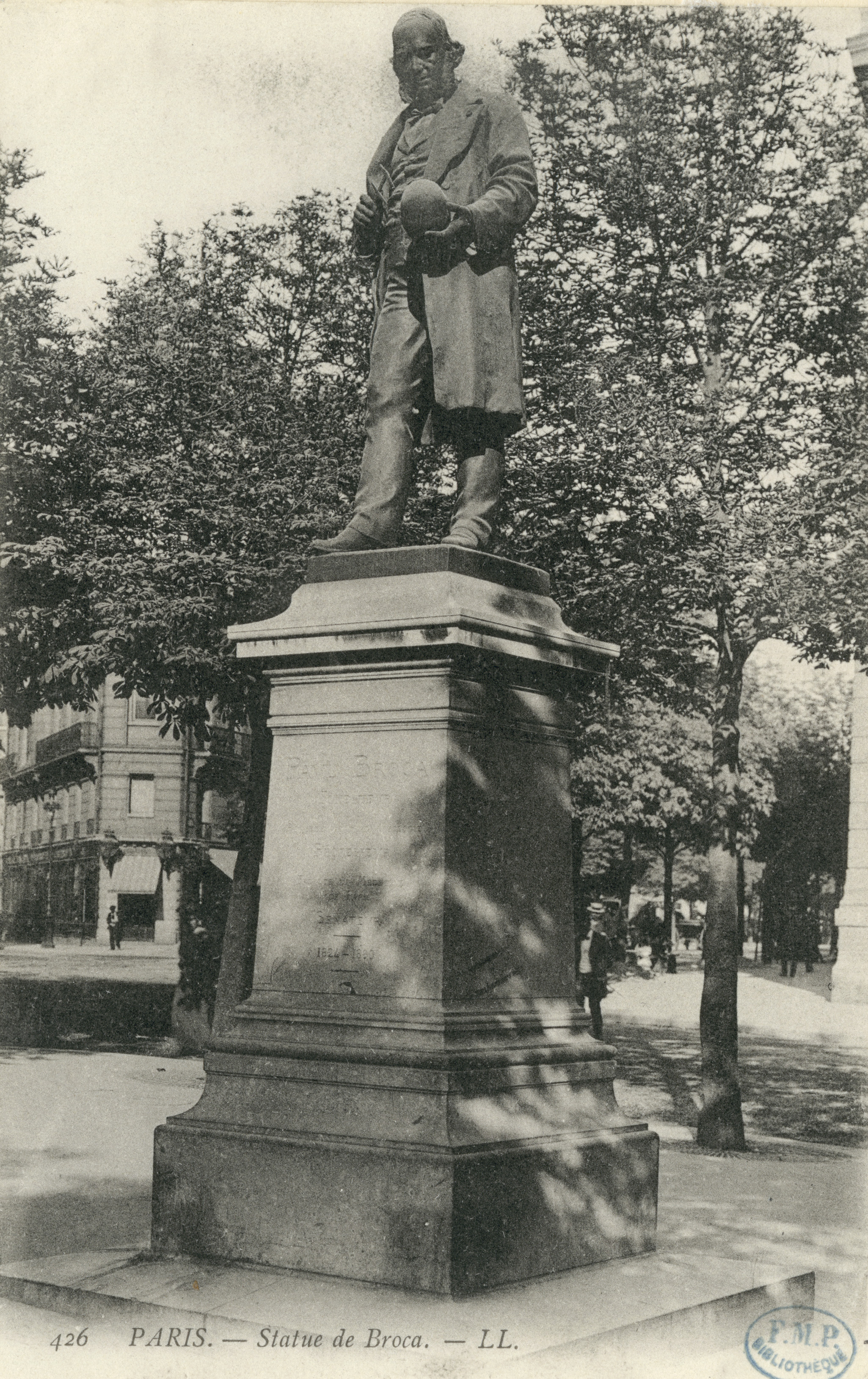
Statue de Paul Broca par Paul-François Choppin.

### 7earrondissement
Dans le 7e arrondissement :
- L'Âge de bronze (Léon-Alexandre Delhomme) : square de La Tour-Maubourg
- Deux Vases : square Boucicaut
- L'Ancêtre (André Paul Arthur Massoulle), Salon de 1882 : square des Invalides refondue sous le régime de Vichy.
- Bas reliefs ornementaux des pylônes d'amarrage de la tour Eiffel
- Monument à Claude Chappe, Émile-Louis Macé : intersection du boulevard Saint-Germain et de la rue du Bac, fondu sous l'Occupation[39].
- Monument à François Coppée[40], André de Chastenet de la Ferrière : inauguré en 1910, rue d'Estrées devant la bouche de métro de la station Saint-François-Xavier. La statue est fondue sous l'Occupation. Les restes de maçonnerie de l'ancien monument sont réutilisés pour un nouveau hommage au poète, le piédestal de la statue reçoit en 1959 un médaillon de bronze à l'effigie de Coppée dû à Georges Saupique, le lieu ayant été, entretemps, baptisé place André-Tardieu.
- Monument au général Mangin, Maxime Real del Sarte : édifié en 1932 sur la place Denys-Cochin, détruit par les troupes d'occupation en octobre 1940[41]. Une statue du général Mangin est réinstallée après-guerre au chevet de l'église Saint-François-Xavier, dans le même arrondissement, place du Président-Mithouard.

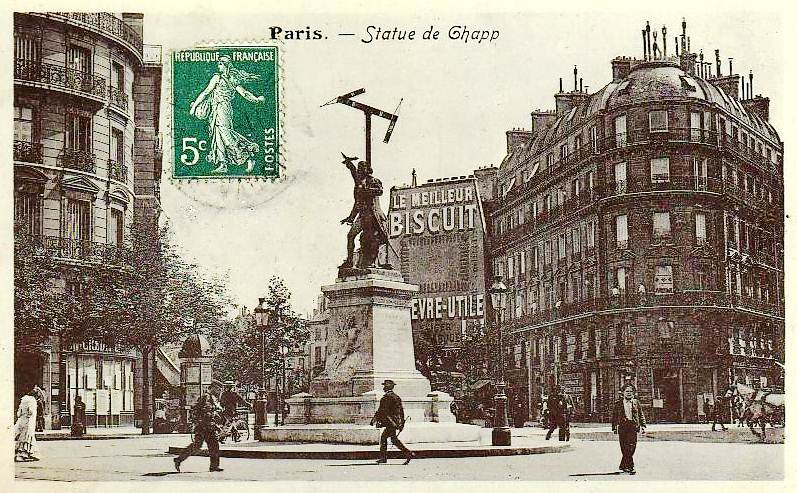
Monument à Claude Chappe, carte postale de 1908.

### 8earrondissement
Dans le 8e arrondissement :
- Diane au Lévrier (Raymond Léon Rivoire) : avenue Gabriel
- Monument à William Shakespeare (Paul Fournier) : square de Messine (voir 9e Ar)
- Monument à Pierre Waldeck-Rousseau (Laurent Marqueste) : Tuileries
- Le Semeur (Henri Chapu) : parc Monceau
- Le Faucheur (Charles Gumery) : Parc Monceau
- Le Moissonneur (Adrien Étienne Gaudez) : parc Monceau
- Lionne blessée (Charles Valton) : parc Monceau
- Hylas (Léopold Morice) : parc Monceau
- Le Charmeur de serpent (Paul-Armand Bayard de la Vingtrie) : parc Monceau
- Le Vin (Louis Holweck) : parc Monceau
- L'Amour blessé (Jules-Louis Mabille) : parc Monceau
- Huit vases sur le pont du parc Monceau
- Monument à Roland Garros[42], Étienne Forestier : inauguré le 3 décembre 1925 sur l'avenue des Champs-Élysées, il disparait ensuite[43]..
- Monument à Antoine Lavoisier, (Louis-Ernest Barrias) : Inauguré le 27 juillet 1900, place de la Madeleine devant la façade Nord de l'église, face à la rue Tronchet. La statue est fondue en 1941. Le 2 octobre 2010, à l'occasion des Nuits blanches, un hommage est rendu à Lavoisier sur les lieux[44].
- Monument à Victorien Sardou, Albert Bartholomé : inauguré en 1924 à l'emplacement de la fontaine ouest de la place de la Madeleine. Sculpture fondue en 1941.

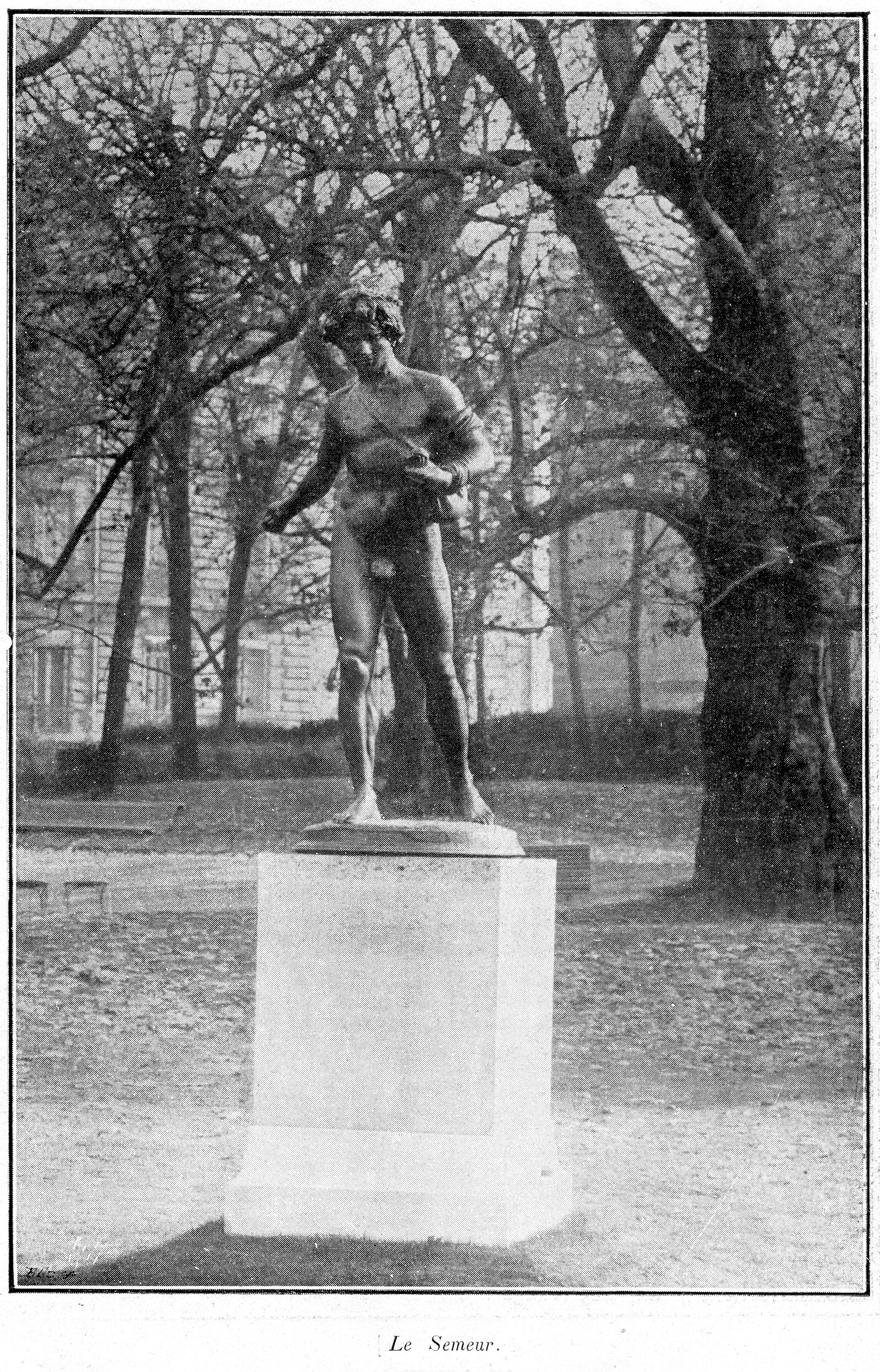
Le semeur par Chapu, photographie de Clément Maurice, 1897.
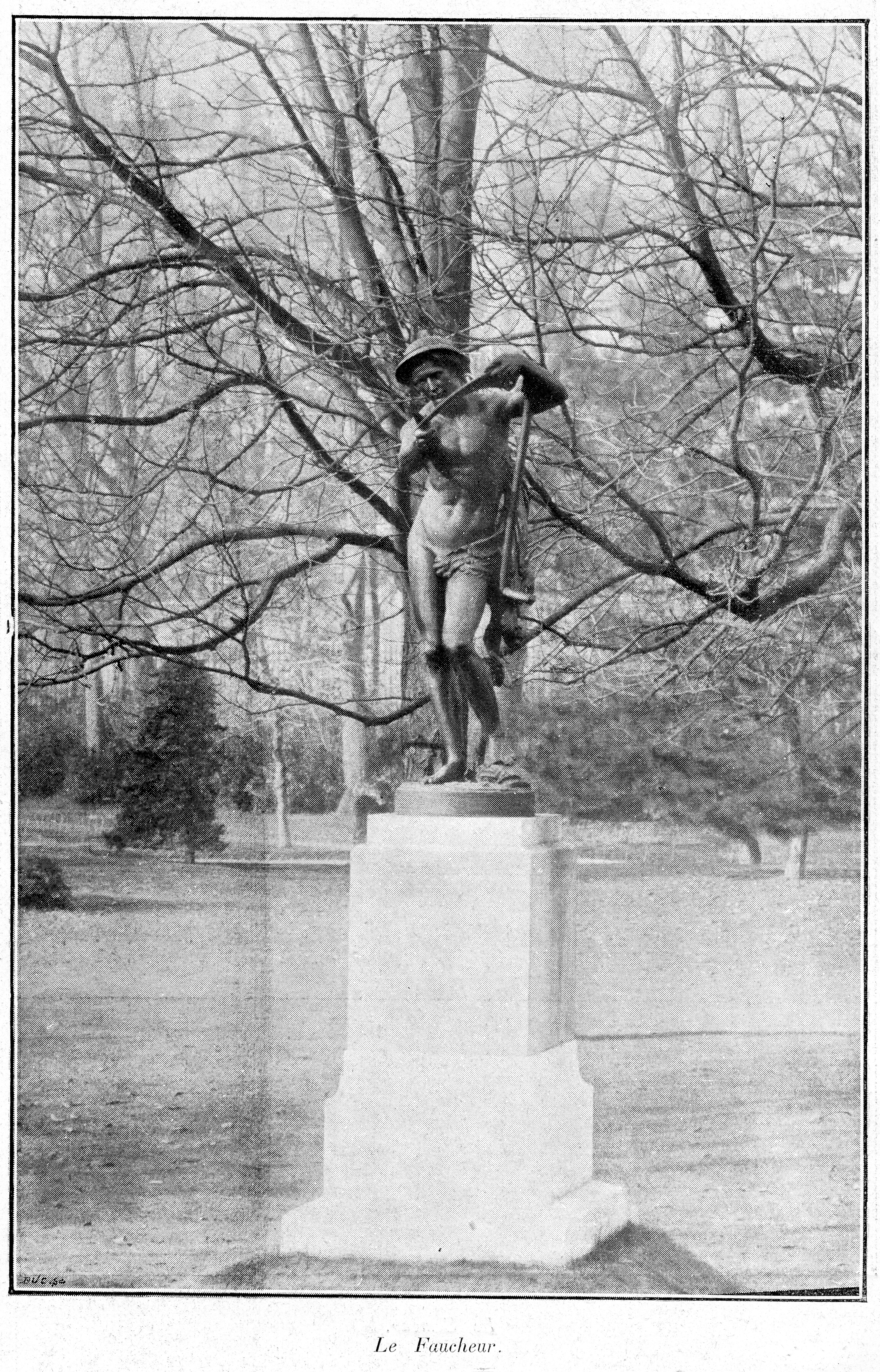
Le faucheur par Gumery, photographie de Clément Maurice, 1897.
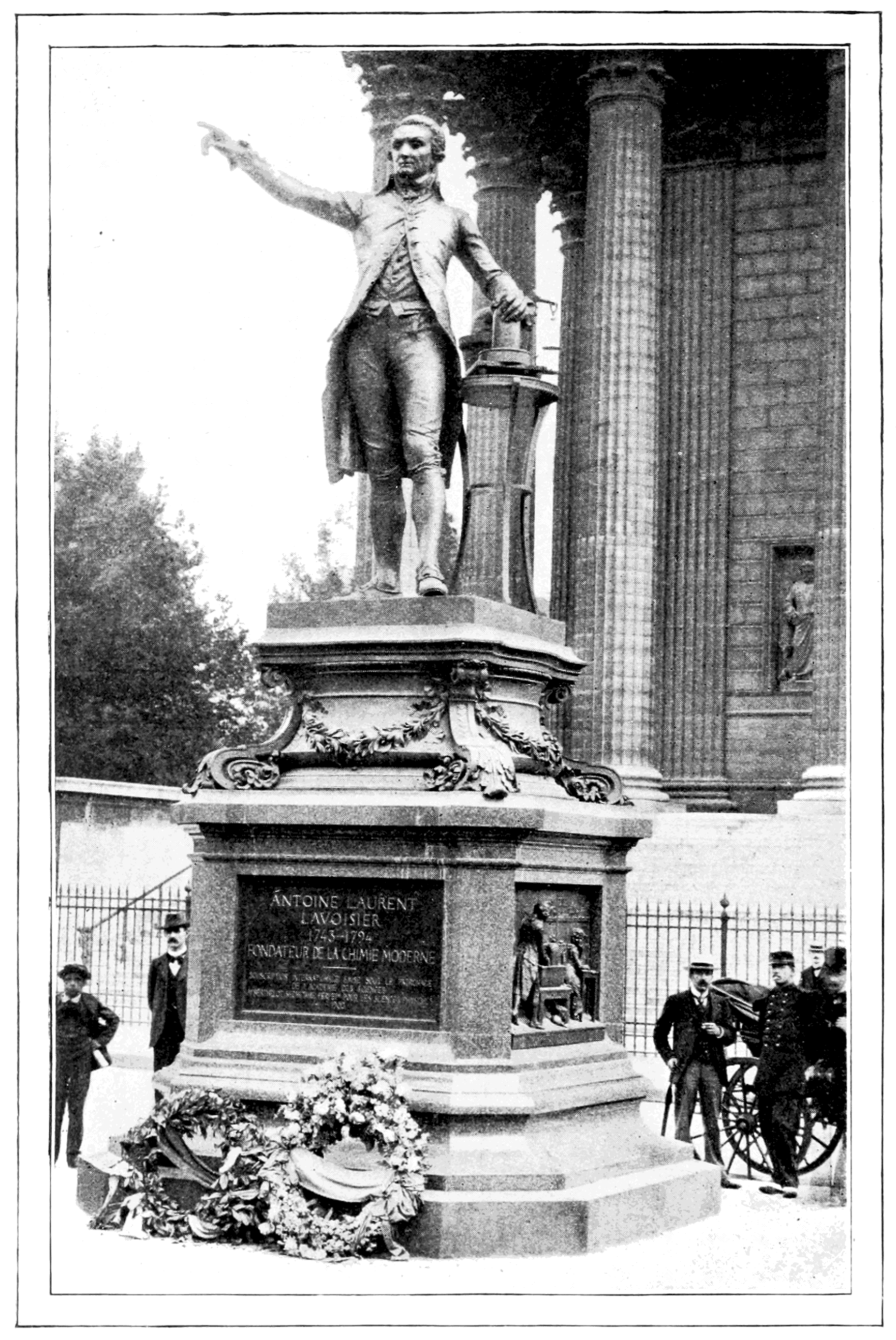
Statue de Lavoisier par Barrias, derrière l'église de la Madeleine.

### 9earrondissement
Dans le 9e arrondissement :
- Aigle et vautour se disputant un ours mort (Auguste Cain) : square Montholon
- Monnaie de singe (François Laurent Rolard) : square Montholon
- Michel Sedaine (Léon Lecointe) : square d'Anvers
- Monument Ranc : mairie du 9e
- Monument à Hector Berlioz, Alfred-Charles Lenoir : installé en 1886 square Hector-Berlioz, fondu sous l'Occupation[45]. Cette statue est remplacée par une statue de Berlioz en pierre, œuvre de Georges Saupique, en 1948.
- Monument à Denis Diderot, Léon Lecointe : installé au square d'Anvers en 1886 et fondu en 1942[46].
- Statue de William Shakespeare, Paul Fournier (1888) : à l'angle de l'avenue de Messine et du 134 boulevard Haussmann (place du Pérou). Statue commandée par un riche Britannique qui en fait don à la ville de Paris. Fondue sous l'Occupation et non remplacée[47].

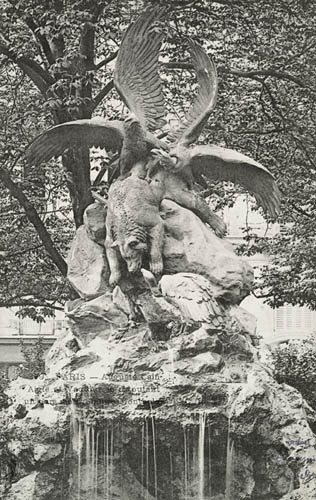
Aigle et vautour se disputant un ours mort par Auguste Cain.
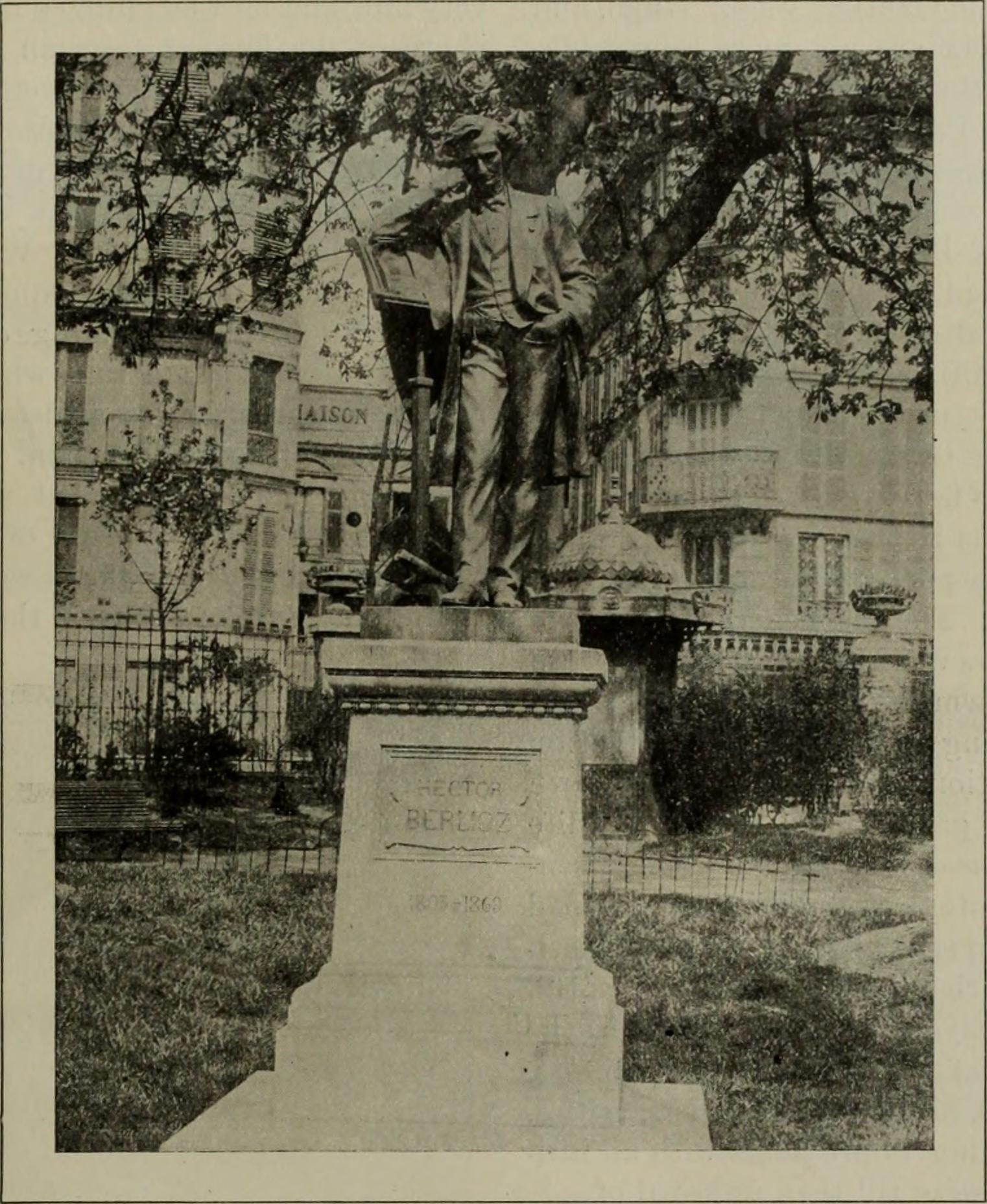
Statue de Hector Berlioz par Alfred-Charles Lenoir.

### 10earrondissement
Dans le 10e arrondissement :
- Monument au baron Taylor, 1907, par Tony Noël : buste en bronze remplacé par une réplique en pierre, au niveau du 20-25 boulevard Saint-Martin[48].

### 11earrondissement
Dans le 11e arrondissement :
- Non Omnes Morimur (groupe de Jean-Alexandre Pézieux) : square Parmentier
- Vainqueur de la Bastille (Paul-François Choppin) : square Parmentier
- Le génie de la Musique (Charles-François Bailly) : Boulevard Richard-Lenoir
- Monument au sergent Bobillot[49], Auguste Paris : inaugurée le 15 juillet 1888 sur le boulevard Voltaire. De nos jours, un autre monument, avec un buste dû au sculpteur Georges Saupique, se trouve sur la place Paul-Verlaine dans le 13e arrondissement.
- Monument à Charles Floquet[50], Jean-Bernard Descomps[51] : imposant monument inauguré le 15 mai 1899[52] sur le boulevard Jules-Ferry. Détruit et fondu sous l'Occupation en 1941.
- Monument à Alexandre Ledru-Rollin[53], Léopold Steiner : statue en pied sur un haut piédestal située devant la marie de l'arrondissement, avenue Parmentier. Fondue durant l'Occupation.
- Les Quatre crocodiles[54], Georges Gardet : placés dans le bassin du Triomphe de la République de Jules Dalou, place de la Nation (à cheval sur les 11e et 12e arrondissements). Dix ans après une première inauguration en plâtre peint pour le centenaire de la Révolution Française, le bronze du groupe monumental du Triomphe de la République de Dalou est installé en 1899 au centre de la place de la Nation. Il est alors situé au centre d'un grand bassin circulaire où quatre monstre marins en bronze, ajoutés en 1908, crachent des jets d'eau. Les quatre monstre marins sont refondus durant l'Occupation. Le bassin supprimé en 1960.

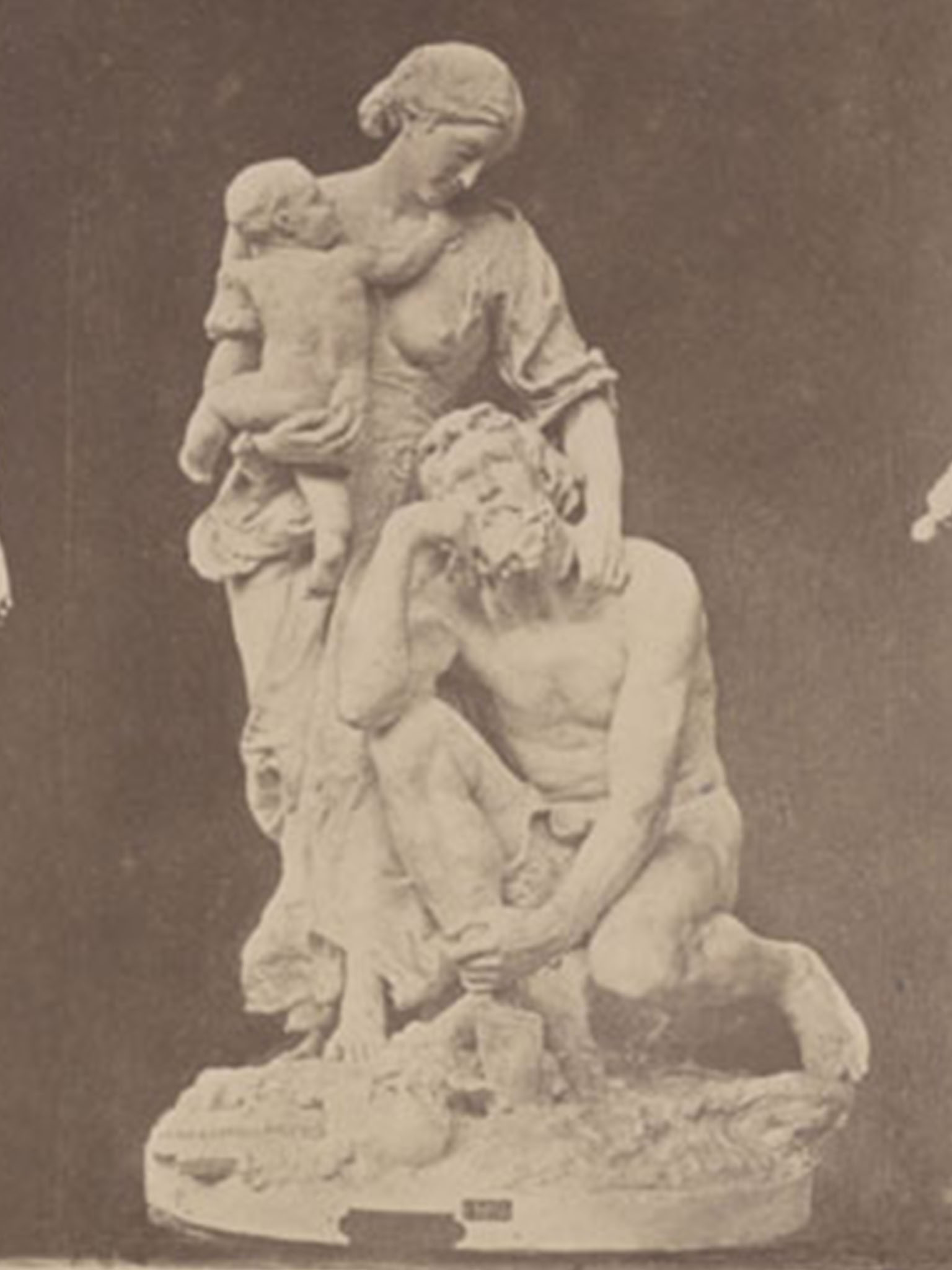
Non Omnes Morimur, square Parmentier.
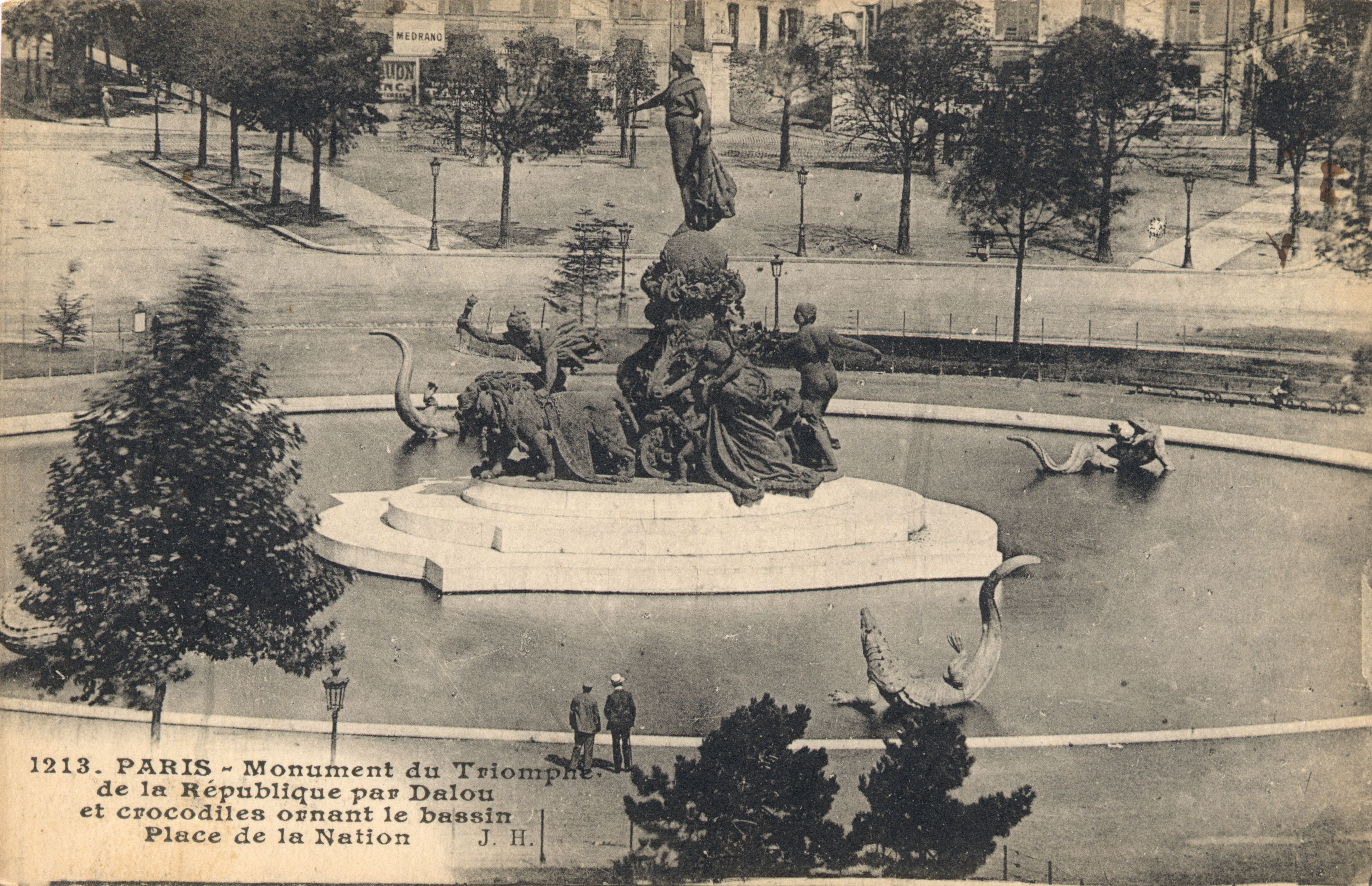
Les quatre monstres des mers du Triomphe de la République, place de la Nation vers 1910.
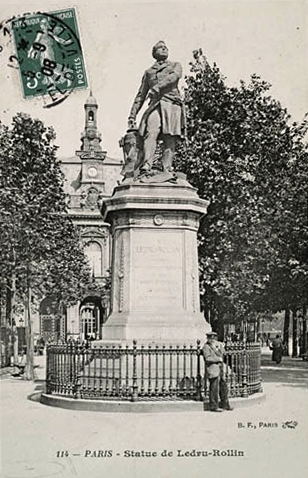
Statue d'Alexandre Ledru-Rollin par Léopold Steiner.

### 12earrondissement
Dans le 12e arrondissement :
- Le Rétiaire (Tony Noël) : square Chambertin-Bercy
- Bacchus (Ernest-Eugène Hiolle) : square de la Mairie du 12e, érigé en 1893, fondu par le régime de Vichy[55]
- Vendanges (André Vermare) : square Trousseau[56]
- Monument à Alphonse Baudin[57], Eugène-Jean Boverie : érigé en 1901 avenue Ledru-Rollin à l'angle de la rue Traversière. Une importante manifestation a lieu pour son inauguration[58]. Fondu en 1942.

### 13earrondissement
Dans le 13e arrondissement :
- Monument à Charcot (Alexandre Falguière) : Boulevard de l'Hôpital, à l'entrée de l'hôpital de la Salpêtrière, refondu en 1942.
- Jules Péan (Henri Guillaume) : Boulevard de Port-Royal. Érection autorisée par décret du 1er septembre 1908, décret d’hommage public pris le 3 décembre. Inauguré le 16 décembre 1909. Fondu en 1942 sous le régime de Vichy. En 1948 accord du Directeur des Beaux-Arts de la Ville pour la destruction de la figure en pierre de la jeune femme malade et du reste du monument.

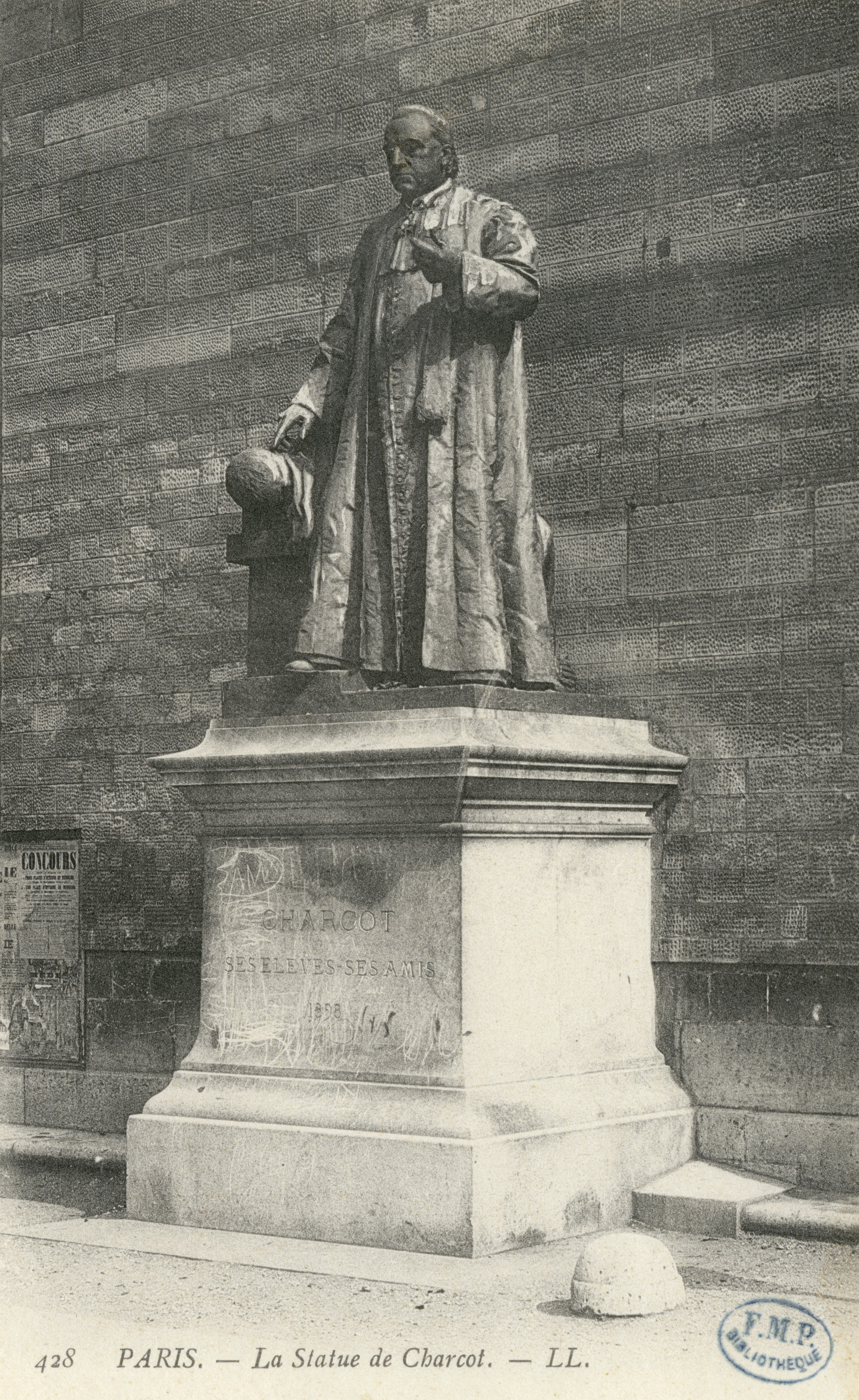
Statue de Jean-Martin Charcot par Alexandre Falguière.

### 14earrondissement
Dans le 14e arrondissement :
- Monument au docteur Philippe Ricord par Louis-Ernest Barrias, au 111, Boulevard de Port-Royal devant l'hôpital Ricord, aujourd'hui annexe de l'hôpital Cochin[59]
- L'Éclaireur (Bernard Adrien Steüer) : square de la mairie du 14e[60].
- Retour des Champs (Jean-Ossaye Mombur) : square de la mairie du 14e
- Cheval sauvage attaqué par un lion (Christophe Fratin) : square de la mairie du 14e
- Le Bâton de la vieillesse (Jean Escoula) : parc Montsouris
- La Laveuse (Paul-François Choppin) : parc Montsouris
- Le Botteleur (Pierre Louis) : parc Montsouris
- La Liberté (Auguste Paris) : parc Montsouris
- Monument à François Arago, Alexandre Oliva : sur la place de l'Île-de-Sein, érigé par souscription publique en 1893, fondu par l'occupant en 1942[61]. On ne voit plus aujourd'hui que le piédestal encore en place[62] sur lequel est scellé un des médaillons de l'Hommage à Arago.
- Monument à Nicolas-Toussaint Charlet[63], Alexandre Charpentier : dans le square de l'Abbé-Migne (place Denfert-Rochereau). Le monument est érigé en 1896 et est en pierre, mais la mauvaise qualité de celle-ci oblige à une restauration en 1907[64]. Les figures en pierre sont coulées en bronze[65]. La statue et le coq sont détruits en 1941, le piédestal conservé ne présente plus de nos jours que le médaillon de bronze à l'effigie du peintre réalisé par Charpentier.
- Monument à François-Vincent Raspail, Léopold Morice) : réalisé en 1889 sur souscription nationale et installé dans le square Jacques-Antoine. La statue est fondue pendant l'Occupation, son piédestal est toujours visible et deux bas-reliefs en bronze sont restés.
- Monument à Ludovic Trarieux, Jean Boucher : dans le square Claude-Nicolas-Ledoux (place Denfert Rochereau), érigé en 1907. La tête en bronze est fondue durant l'Occupation, le reste du monument en pierre est toujours présent.

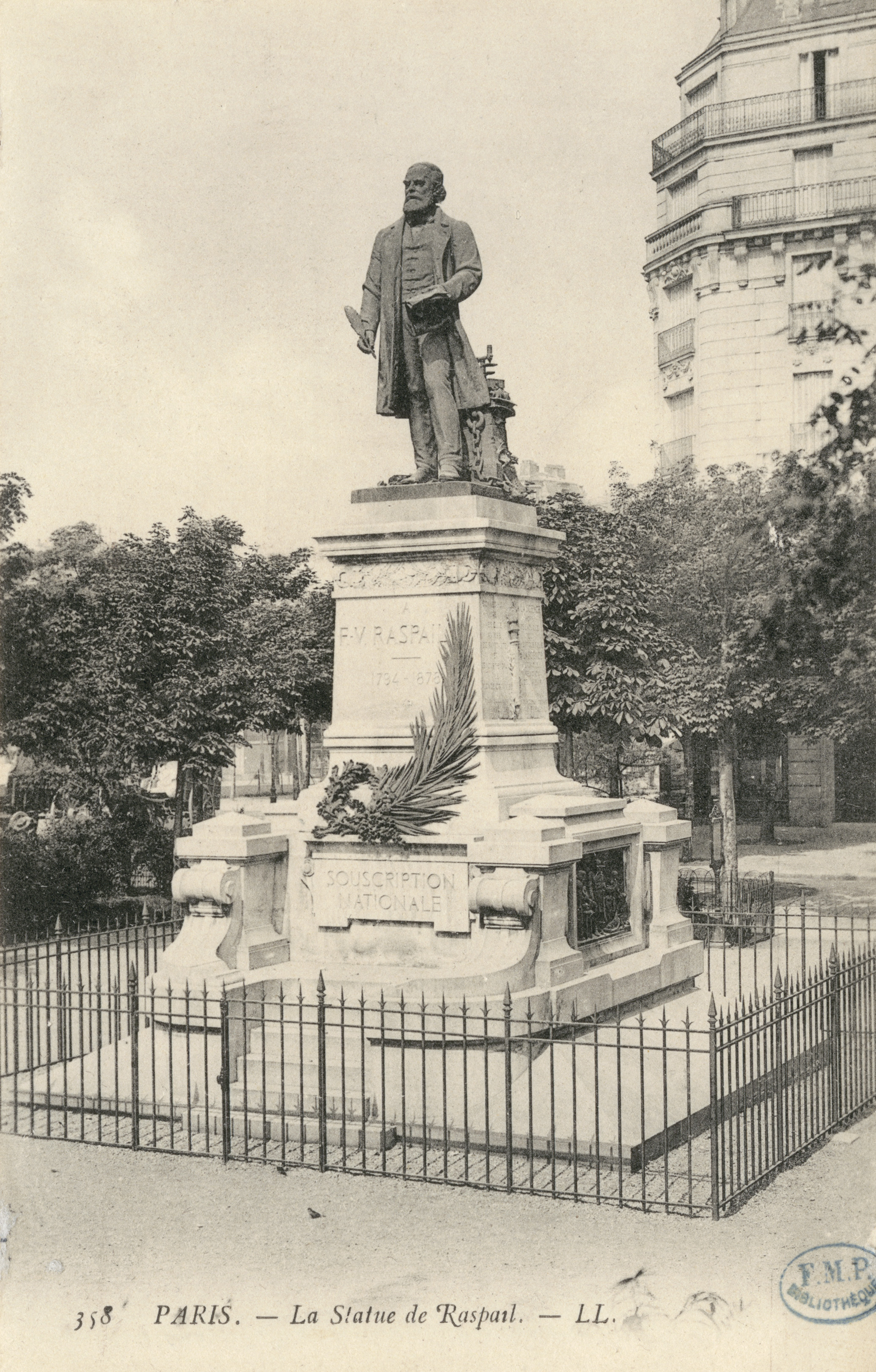
Monument à Raspail dans le square Jacques-Antoine.
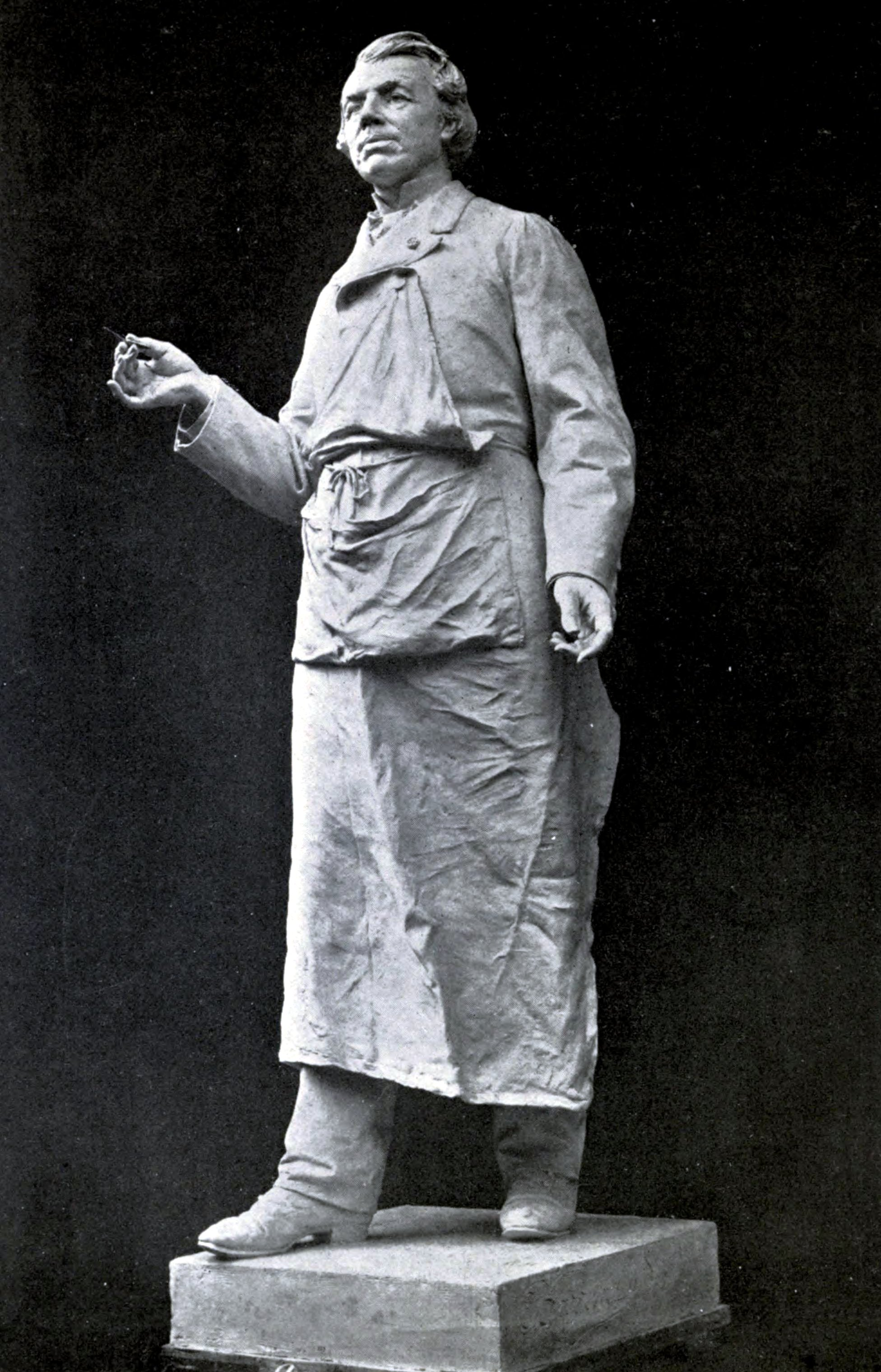
Statue de Philippe Ricord, modèle par Barrias.
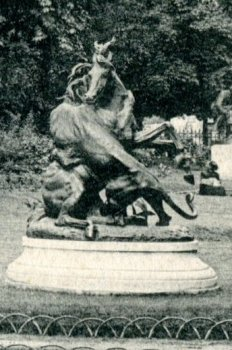
Cheval sauvage attaqué par un lion, Christophe Fratin.
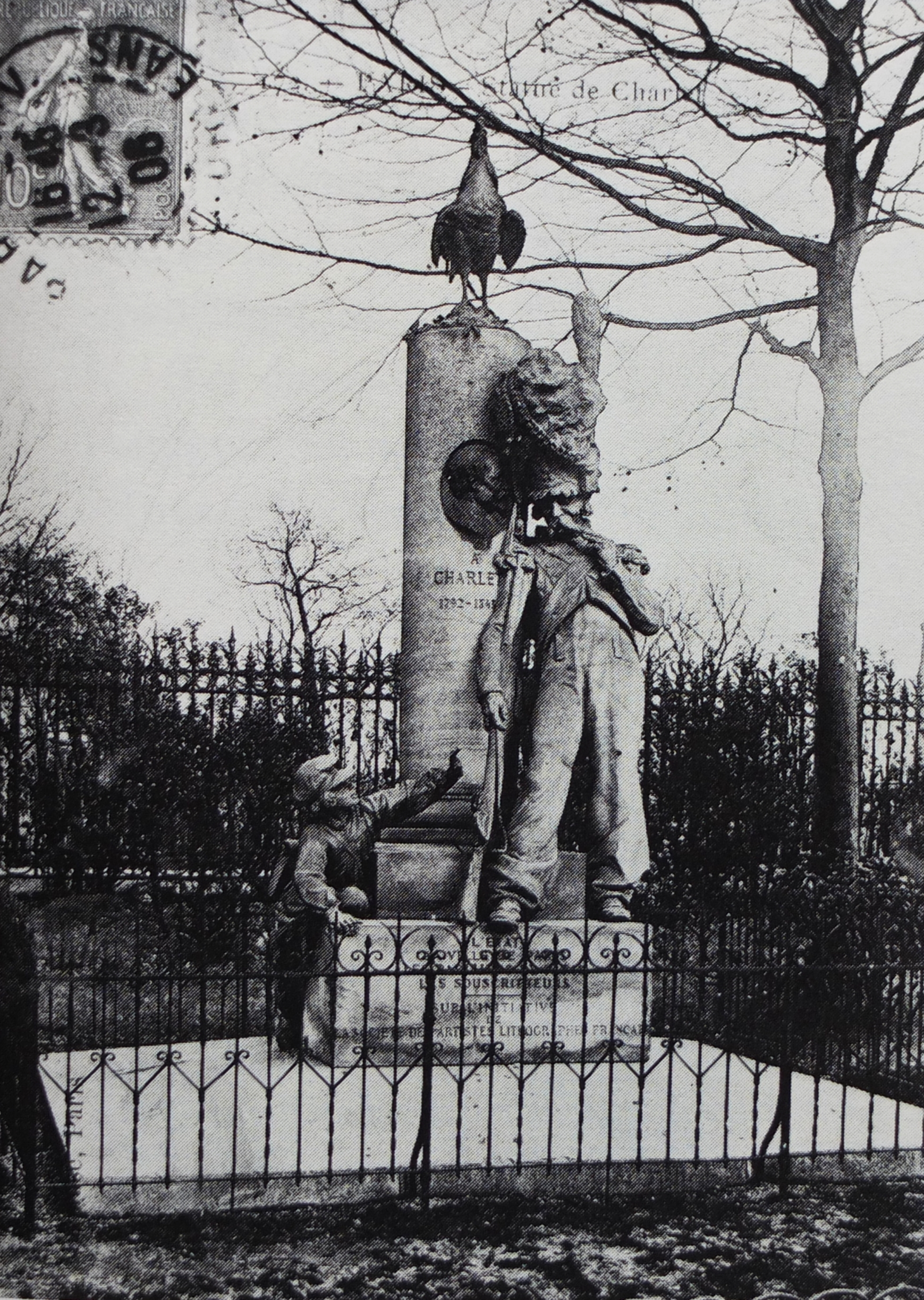
Monument à Nicolas-Toussaint Charlet par Alexandre Charpentier, état initial.

### 15earrondissement
Dans le 15e arrondissement :
- Sauvée, (Hector Lemaire), 1888 : groupe en bronze représentant un pompier sauvant une jeune femme. Square Violet (anciennement square de Grenelle). Envoyé à la fonte en 1942 ;
- Rocher de Sisyphe (Alix Marquet), 1933 : square Saint-Lambert ;
- Monument à Émile Zola (Constantin Meunier et Alexandre Charpentier), 1924 : avenue Émile-Zola, envoyé à la fonte sous le régime de Vichy[66], remplacé par un monument par Costa Spourdos[67] ;
- Bataille d'enfants, (Joseph Louis Enderlin), 1886 : square Violet (anciennement square de Grenelle). Exposé au Salon de 1886, le plâtre est acquis par l'État ; le groupe en bronze est commandé en 1887 par la préfecture de la Seine (pour le prix de 5 500 francs) et exposé à l'Exposition universelle de 1889. La sculpture mesure 1,80 m de haut, pour une circonférence de 1 m et un poids de 485 kg. Le plâtre est détruit en 1939 et le groupe refondu durant l'Occupation.

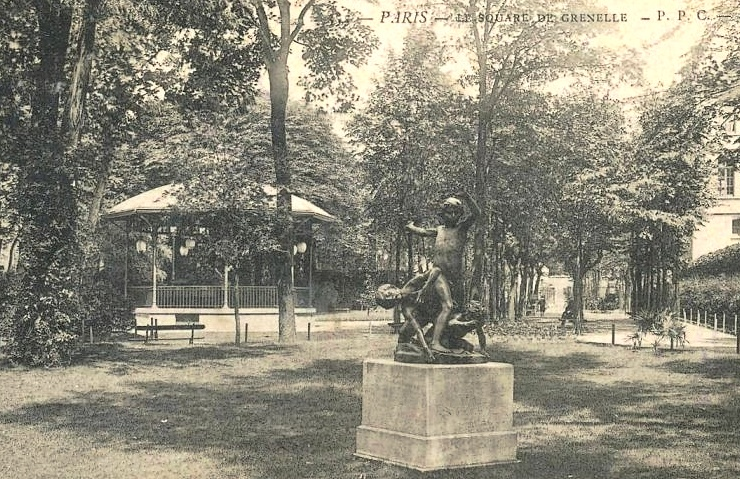
Joseph Louis Enderlin, Bataille d'enfants (1889), vue du square Violet vers 1910.

### 16earrondissement
Dans le 16e arrondissement :
- Monument à Victorien Sardou (Albert Bartholomé) inauguré en 1924 place de la Madeleine. La sculpture a été transférée dans un square du Bois de Boulogne, renommé place Victorien-Sardou, près de la Porte Dauphine en 1930. La sculpture est enlevée puis fondue par le régime de Vichy en 1942.
- Les Veilleurs (Louis Riché (en)) : Jardin des serres d'Auteuil
- Lion et Crocodile (Auguste Cain) : jardins du Palais de Chaillot
- Cerf forcé (Ernest Dagonet) : Roseraie de Bagatelle
- Monument à Benjamin Godard[68], Jean-Baptiste Antoine Champeil (1904) : le monument dont les parties en pierre, piédestal et buste de Godard, sont toujours en place, comporte deux grands personnages en bronze accostant le piédestal qui sont fondus durant l'Occupation.
- Monument à Victor Hugo[69], Louis-Ernest Barrias : inauguré le 26 février 1902 à l'occasion du centenaire du poète[70], au centre de la place Victor-Hugo. C'est un monument grandiose[71], composé de plusieurs personnages en bronze et quatre bas-reliefs en pierre. Il est réquisitionné et fondu en 1943. Cependant les bas-reliefs sont sauvés : on peut en retrouver un au musée des beaux-arts de Calais et les trois autres à Veules-les-Roses[72].
- Monument à Jean de La Fontaine, (Alphonse Dumilatre): Inauguré dans le jardin du Ranelagh, le 26 juillet 1891. La sculpture est enlevée puis fondue par le régime de Vichy en 1942. Une statue de remplacement très différente réalisé par Charles Correia est installée en 1983.
- L'Amour fugitif d'Ernest Damé (1877), également dans le jardin du Ranelagh.
- Monument à Alphonse de Lamartine[73], Anatole Marquet Vasselot : inauguré le 7 juillet 1886 dans le square Lamartine (alors appelé square Victor-Hugo), fondu sous l'occupation. La statue est remplacée en 1951 par une nouvelle statue en pierre réalisée par le sculpteur Paul Niclausse.

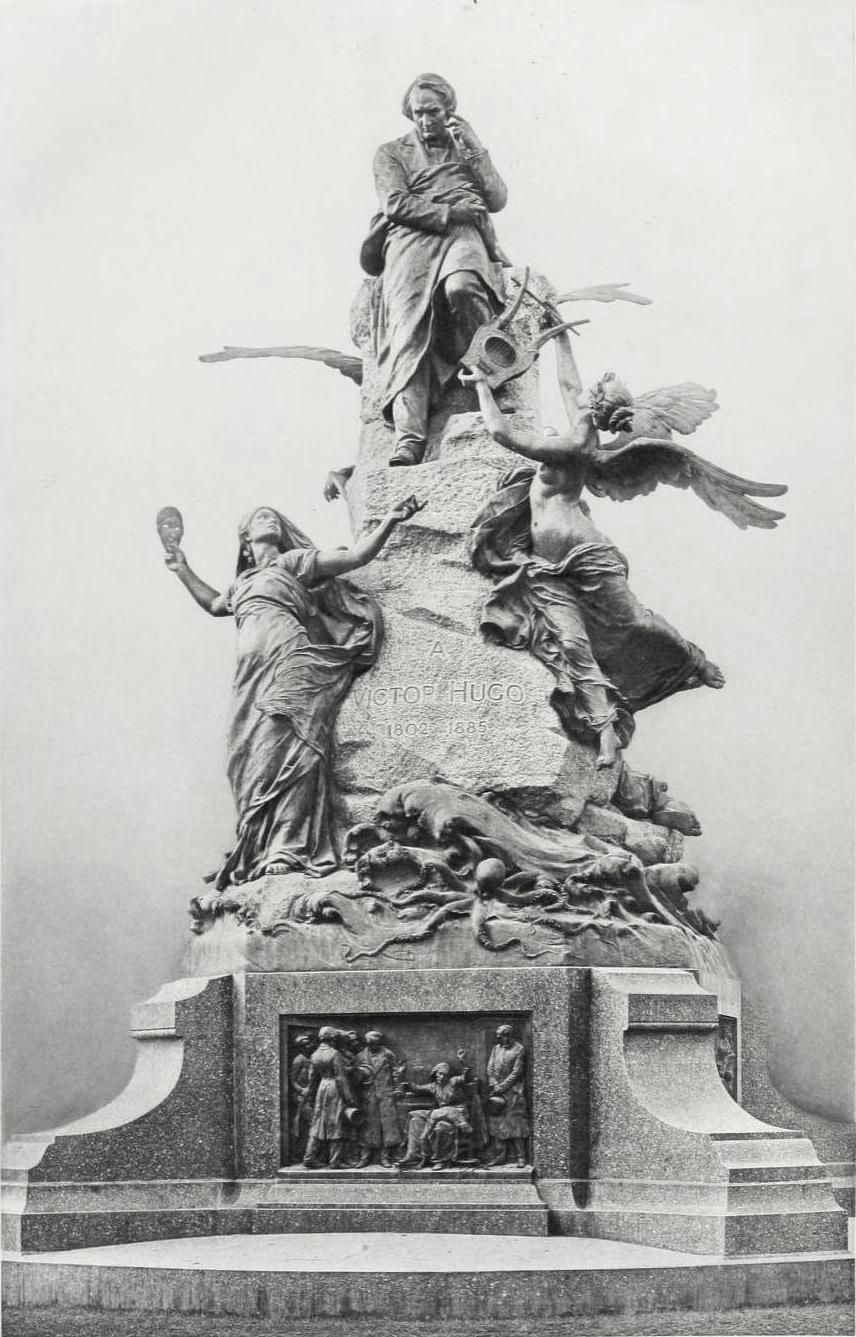
Monument à Victor Hugo, Louis-Ernest Barrias
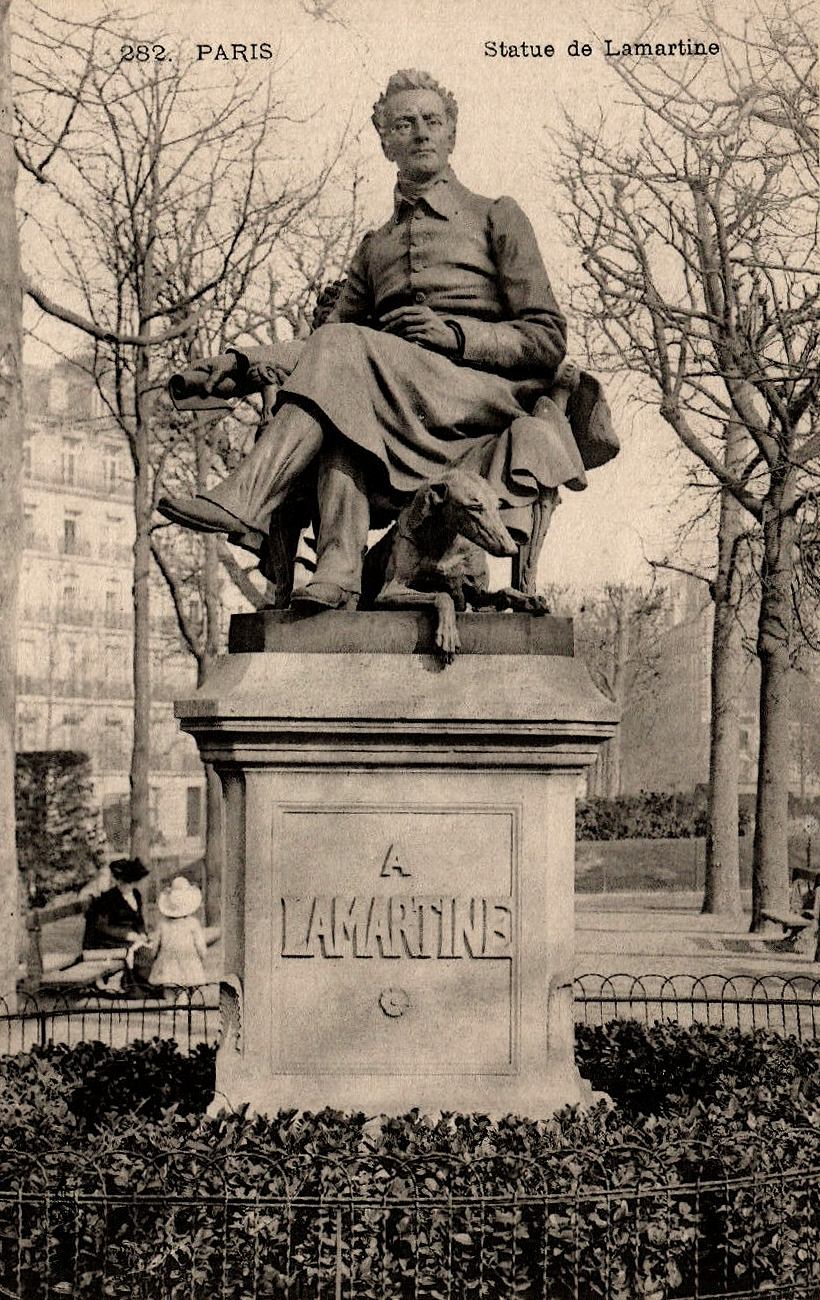
Statue d'Alphonse de Lamartine par Anatole Marquet Vasselot

### 17earrondissement
Dans le 17e arrondissement :
- La Douleur d'Orphée (1887, Raoul Verlet) : place Malesherbes, fondue en 1942.
- Statue du général Dumas, 1912, bronze en pieds d'Alphonse Emmanuel de Moncel de Perrin, place du Général-Catroux, fondue en 1942[74], remplacée par une sculpture monumentale moderne représentant des fers d'esclave brisés par Driss Sans-Arcidet, 2009. . À l'origine, les statues des trois générations de Dumas étaient présentes sur cette place ; seuls restent aujourd'hui Alexandre Dumas père et Alexandre Dumas fils.
- Belluaire (Maurice Ferrary) : square des Batignolles
- Circé (Gustave Michel) : square des Batignolles
- Nymphe et Dauphin (Antonin Larroux) : square des Batignolles
- Monument à Alain Chartier (Alphonse Emmanuel de Moncel de Perrin) : rue de Tocqueville
- Aux Francs-tireurs (Jules Jouant) : place Saint-Ferdinand, inauguré en 1911[75].
- Monument des aéronautes du siège de Paris[76], Auguste Bartholdi : inauguré en 1906[77] sur la place des Ternes afin de rendre hommage aux pilotes des ballons qui permirent aux parisien de rester en contact avec la province durant le siège de Paris en 1870. Le groupe de bronze est fondu en 1942.
- Monument à Maria Deraismes, Louis-Ernest Barrias : installé en 1898 dans le square des Épinettes, fondu sous l'Occupation, la statue est reproduite en 1983 par la fonderie Coubertin et réinstallée, sans la chaise sur laquelle s'appuyait la main gauche du modèle[78].
- Monument à Edme Jean Leclaire, Jules Dalou (1896) : dans le square des Épinettes, fondu sous l'Occupation, reproduit et réinstallé en 1971. Il manque le seau que l'ouvrier tenait dans la main droite.
- Monument à Alphonse de Neuville[79], Francis de Saint-Vidal : installé en 1889 au centre de la place de Wagram, quatre ans après la mort du peintre. Fondu en 1941.

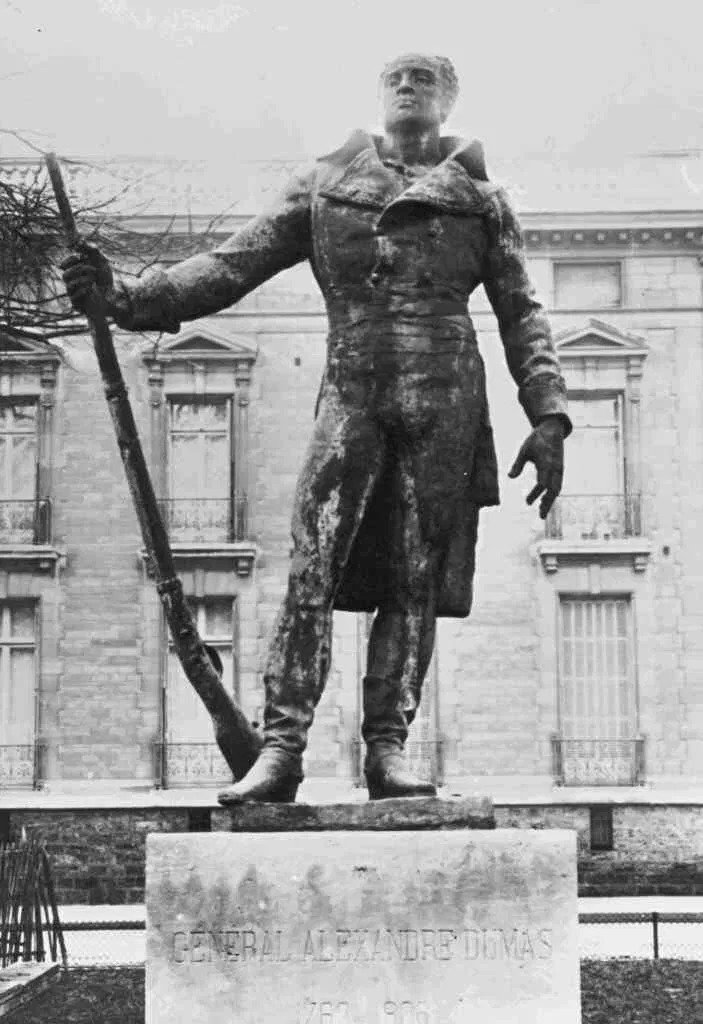
Statue du général Thomas Alexandre Dumas, place Malesherbes
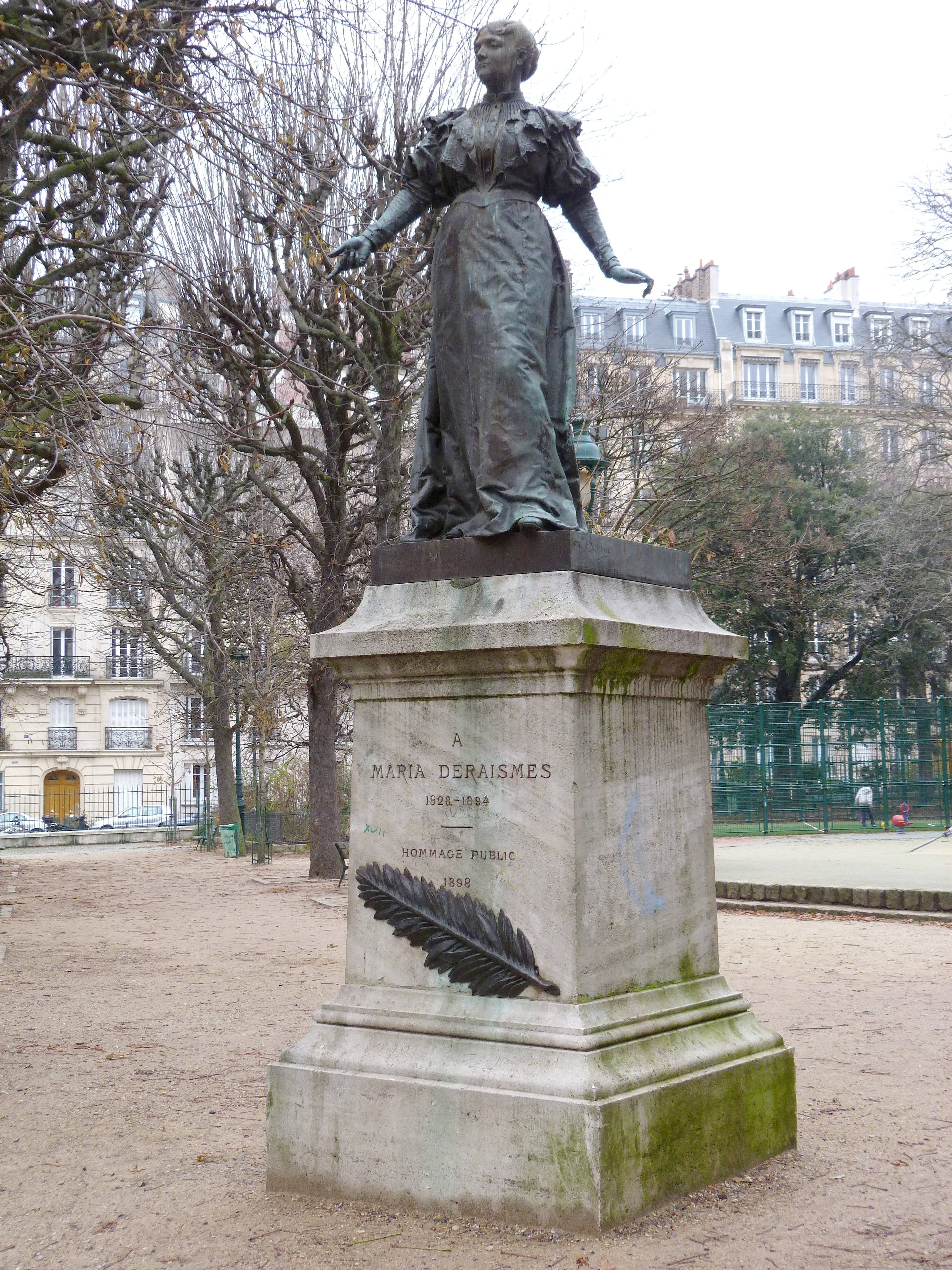
Louis-Ernest Barrias, Monument à Maria Deraismes restituée quasiment à l'identique[80] dans le square des Épinettes.
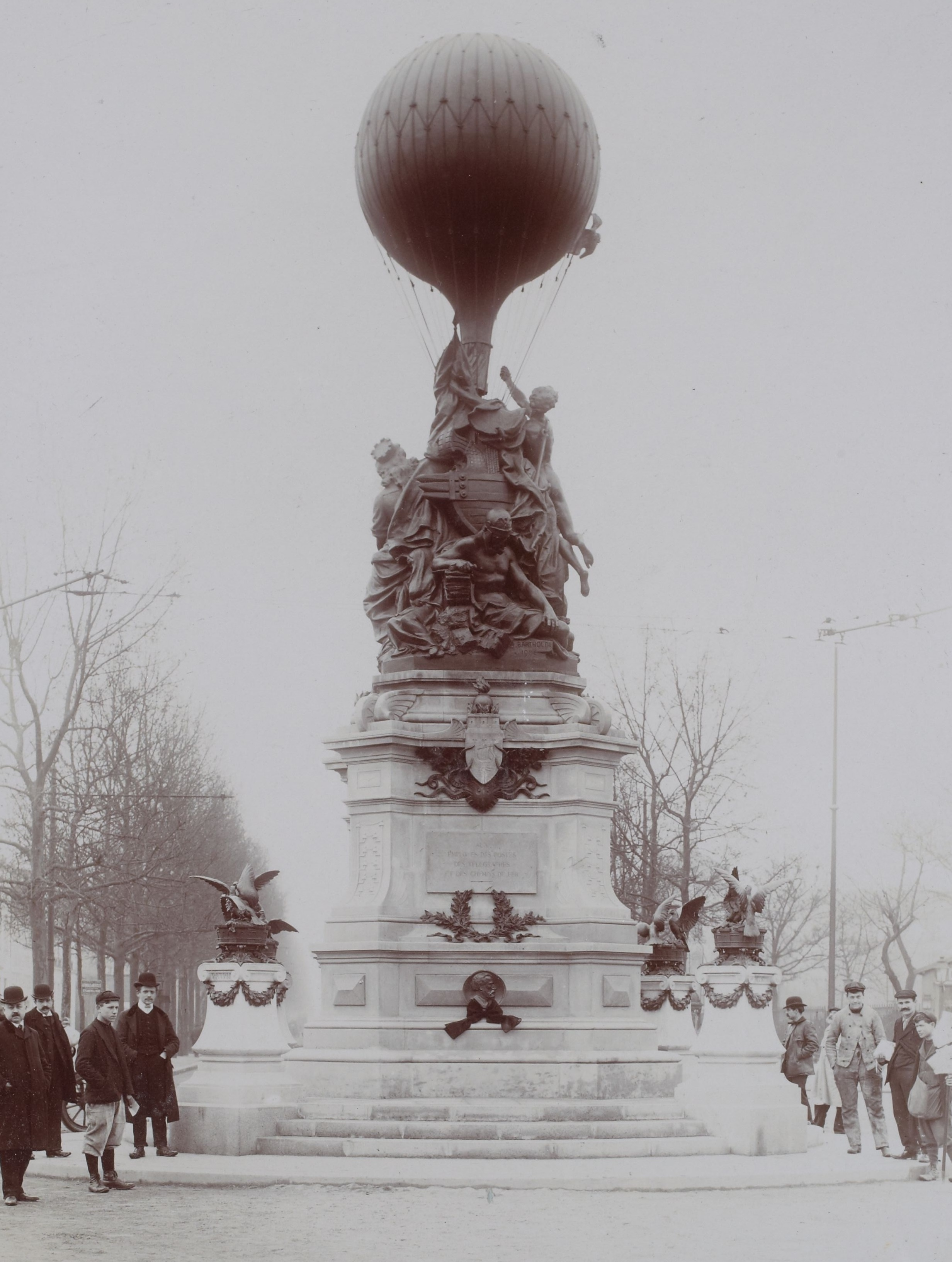
Le monument des Aéronautes par Auguste Bartholdi, porte des Ternes.
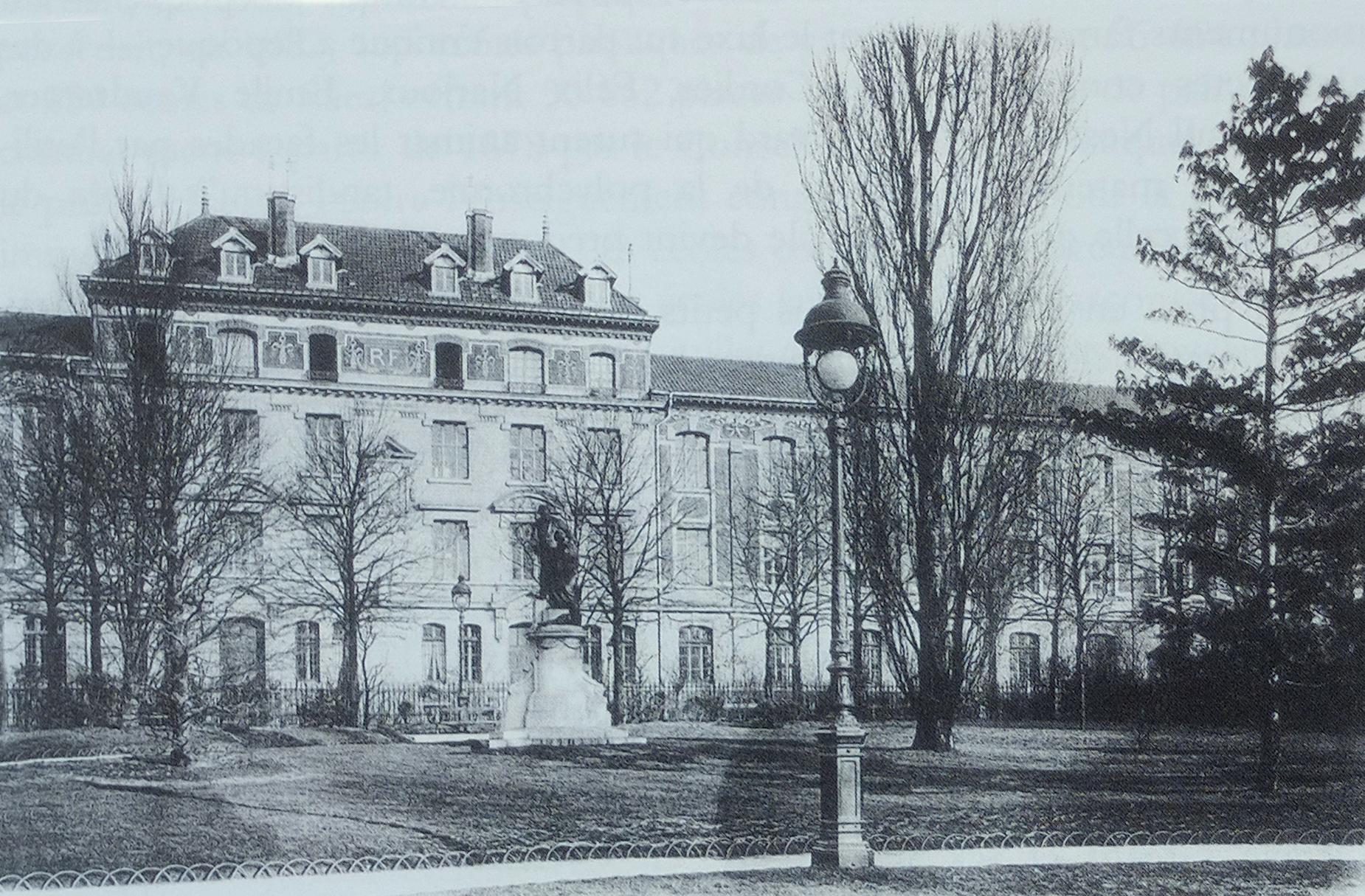
Monument à Edme Jean Leclaire par Jules Dalou.

### 18earrondissement
Dans le 18e arrondissement :
- Monument à Eugène Carrière (Jean-René Carrière) : place Junot
- Monument à Steinlein (bas relief de Paul Vannier) : square Constantin-Pecqueur
- La Vanneuse (Théophile Barrau) : Square Saint-Bernard – Saïd Bouziri
- La Glaneuse (Édouard Houssin) : square de la Chapelle
- Monument au chevalier de la Barre, Armand Bloch : érigé en 1905 sur le parvis de la basilique du Sacré-Cœur, puis déplacé en 1926 dans le square Nadar, fondu en 1941[81]. Sur le piédestal est installée, le 24 février 2001, une nouvelle statue due au sculpteur Emmanuel Ball.
- Monument à Charles Fourier, Émile Derré : érigé par souscription populaire en 1899[82] à l'extrémité Ouest du boulevard de Clichy, fondu sous l'Occupation. Le piédestal, resté en place, est réutilisé le 10 janvier 2010 pour l'installation de La Quatrième Pomme[83], une sculpture contemporaine en inox représentant une pomme, objet d'une citation de Fourier sur les quatre pommes célèbres : celles d'Adam et Ève, de Pâris et Vénus, de Newton... et la sienne.

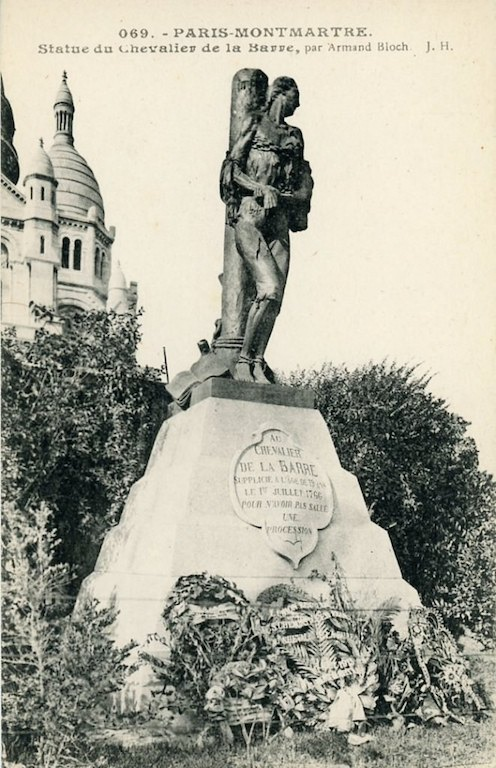
Monument au chevalier de la Barre, Armand Bloch.
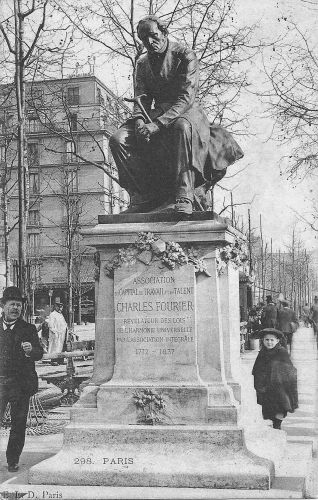
Monument à Charles Fourier, Émile Derré (1899).

### 19earrondissement
Dans le 19e arrondissement
- Chasseurs d'aigles (Edmond Desca) : parc des Buttes-Chaumont
- Dénicheurs d'aigles (Louis Gossin) : parc des Buttes-Chaumont
- L'Égalitaire (François-Étienne Captier) : parc des Buttes-Chaumont
- Monument à Clovis Hugues (Louis Noël) : parc des Buttes-Chaumont
- Pilleur de Mer (Pierre-Marie-François Ogé) : parc des Buttes-Chaumont
- Le Sauveteur (François Laurent Rolard) : parc des Buttes-Chaumont
- Aux Loups (Louis Auguste Hiolin) : parc des Buttes-Chaumont
- Bouvier et Bœuf (Louis Alexandre Lefèvre-Deslongchamps), abattoirs de la Villette
- Vachère et Vache (Louis Alexandre Lefèvre-Deslongchamps), : abattoirs de la Villette
- Le Gué[51], Camille Lefèvre : présentée en 1884, cette statue est ensuite installée dans le Parc des Buttes-Chaumont et disparaît durant l'occupation.
- Monument à Jean Macé[84], André Paul Arthur Massoulle : inauguré le 13 juillet 1900 sur la place Armand-Carrel[85]. les éléments de bronze sont fondus sous l'Occupation. Le piédestal du monument est resté un temps puis est remplacé en 1961 par une borne de granit comportant un médaillon de bronze réalisé par Albert David.
- Monument à Jean-Paul Marat[86], Jean Baffier (1885) : cette statue de Marat est tout d'abord installée dans le parc Montsouris, enlevée en 1891[87], puis placée dans le parc des Buttes-Chaumont où elle est saisie et refondue durant l'occupation.

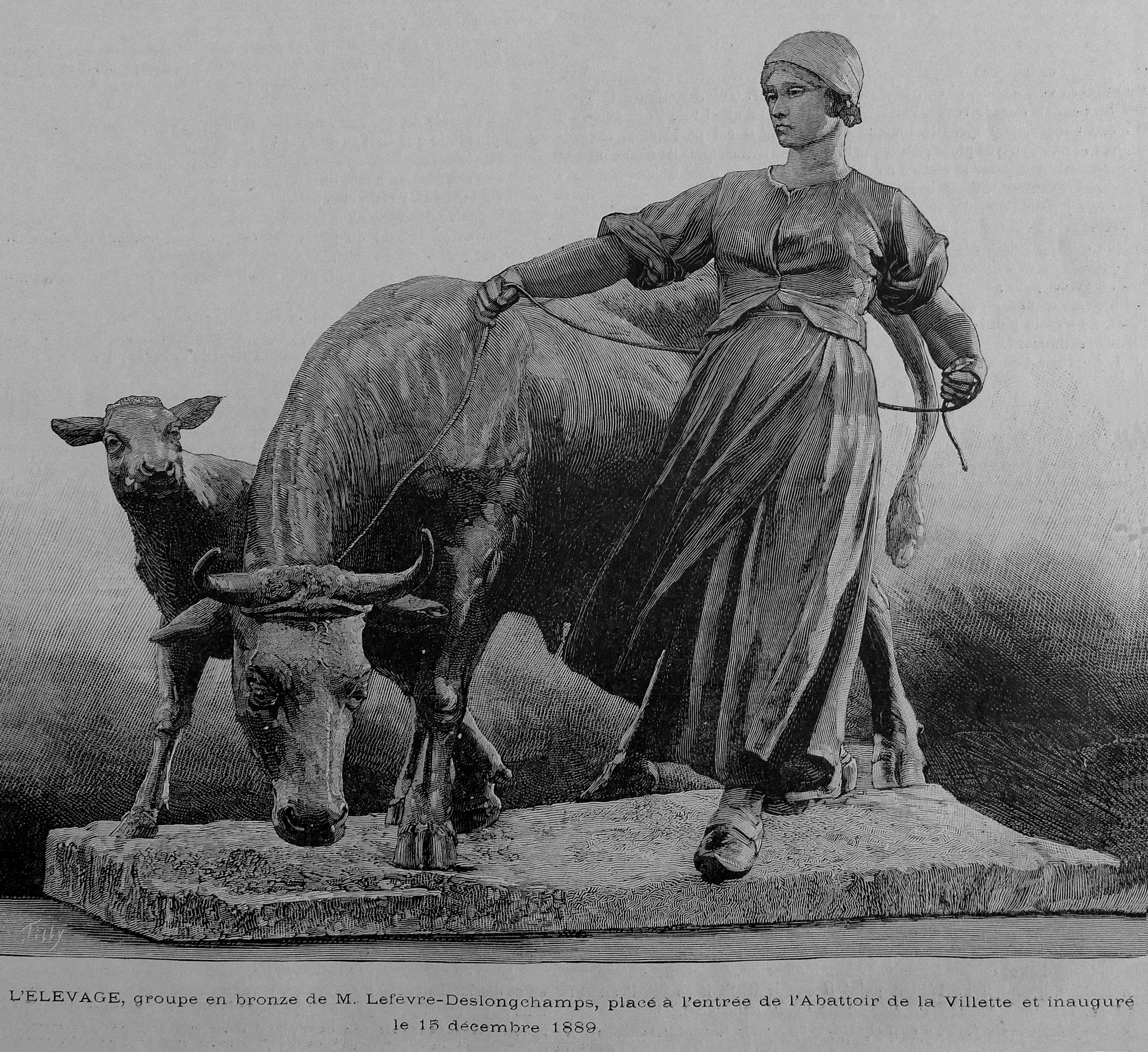
La Vachère (ou L’Élevage), Louis Alexandre Lefèvre-Deslongchamps, un des deux groupes disparus, abattoirs de la Villette.

### 20earrondissement
Dans le 20e arrondissement :
- Le Jardinier (Jean Baffier) : square Gambetta
- Monument au docteur Auguste-Métivier (Hippolyte Moreau) : square Édouard-Vaillant
- La Nature (Hippolyte Marius Galy) : square Édouard-Vaillant
- Le Printemps (Michel Léonard Béguine) : place Martin-Nadaud
- Les Illusions et des Regrets (Neuvelmans) : square Séverine

## Après la Seconde Guerre mondiale
- Monument à Jean-Baptiste Boussingault, Jules Dalou : inauguré en 1895 dans la cour du conservatoire des Arts et Métiers (3e arrondissement), démonté puis réérigé au Cnam de La Plaine Saint-Denis. Le cartouche en bronze en haut de la colonne a disparu.